# Battaglia di Maratona
La battaglia di Maratona (in greco antico: ἡ ἐν Μαραθῶνι μάχη?, hē en Marathôni máchē) fu combattuta nell'agosto o nel settembre 490 a.C. nell'ambito della prima guerra persiana e vide contrapposte le forze della polis di Atene, appoggiate da quelle di Platea e comandate dal polemarco Callimaco, a quelle dell'Impero persiano, comandate dai generali Dati e Artaferne.
L'origine dello scontro va cercata nel sostegno militare che le poleis greche di Atene ed Eretria avevano fornito alle colonie elleniche della Ionia quando esse si erano ribellate all'impero. Deciso a punirle duramente, il re Dario I di Persia organizzò una spedizione militare che fu intrapresa nel 490 a.C.: sottomesse le isole Cicladi e raggiunta via mare l'isola di Eubea, i due generali persiani Dati e Artaferne sbarcarono un contingente che assediò e distrusse la città di Eretria; la flotta proseguì verso l'Attica, approdando in una piana costiera presso la città di Maratona.
Saputo dello sbarco, le forze ateniesi, insieme a un manipolo di opliti di Platea, si affrettarono verso la piana con l'intento di bloccare l'avanzata del più numeroso esercito persiano. Una volta deciso di dare battaglia, gli Ateniesi riuscirono ad accerchiare il nemico che, preso dal panico, fuggì disordinatamente alle navi, decretando così la propria disfatta. Reimbarcatisi, i Persiani circumnavigarono Capo Sunio progettando di portare l'attacco direttamente alla sguarnita Atene, ma l'esercito ateniese, guidato dallo stratego Milziade, precipitandosi verso la città a marce forzate, poté sventare lo sbarco persiano sulla costa presso il Pireo. Fallita la sorpresa, gli aggressori tornarono in Asia Minore coi prigionieri catturati a Eretria.
La battaglia di Maratona è famosa anche per la leggenda dell'emerodromo Fidippide che, secondo Luciano di Samosata, avrebbe corso ininterrottamente da Maratona ad Atene per annunciare la vittoria e, giuntovi, sarebbe morto per lo sforzo. Pur trattandosi di una commistione di più storie antiche, il racconto di tale impresa è resistito nei secoli fino a ispirare l'ideazione della gara podistica della maratona, che nel 1896 fu introdotta nel programma ufficiale della prima edizione dei giochi olimpici moderni tenutasi ad Atene.

## Contesto storico

Mappa del mondo greco all'epoca dello scontro

Il primo tentativo di invasione della Grecia da parte dei Persiani trova le sue origini nei moti insurrezionali delle colonie greche della Ionia contro il potere centrale achemenide. Eventi di questo genere, che si replicarono anche in Egitto e che solitamente si concludevano con l'intervento armato dell'esercito imperiale, non erano rari: verso il 500 a.C. l'Impero achemenide, attuando una forte politica espansionistica, era ancora relativamente giovane e quindi potenziale facile vittima dei contrasti fra le popolazioni assoggettate. Prima della rivolta delle città della Ionia il re Dario I di Persia aveva cominciato un programma di colonizzazione ai danni delle popolazioni della penisola balcanica, sottomettendo la Tracia e costringendo il Regno di Macedonia a diventare suo alleato; una politica così aggressiva non poteva essere tollerata dalle poleis greche che appoggiarono così la rivolta delle proprie colonie in Asia Minore, minacciando l'integrità dell'Impero persiano. Il sostegno all'insurrezione si rivelò quindi un casus belli ideale per annientare politicamente l'avversario e punirlo per il suo intervento.
La rivolta ionia (499-493 a.C.) si scatenò dopo la fallita aggressione all'isola di Nasso da parte delle forze coalizzate di Lidia e della città di Mileto, comandate dal satrapo Artaferne e dal tiranno Aristagora. In conseguenza della sconfitta quest'ultimo, avendo capito che il satrapo l'avrebbe sollevato dall'incarico, decise di abdicare e di proclamare la democrazia. Tale esempio fu seguito dai cittadini delle altre colonie greche della Ionia che deposero i propri tiranni e proclamarono il regime democratico, prendendo a modello quanto avvenuto ad Atene con la cacciata del tiranno Ippia e l'instaurazione della democrazia per opera di Clistene. Assunto il comando di questo processo d'insurrezione, che nei suoi piani non mirava solo a favorire la nascita di sistemi democratici ma anche a liberare le poleis dall'ingerenza persiana, Aristagora chiese il supporto delle città della madrepatria sperando gli inviassero un consistente aiuto militare; l'appello, però, venne raccolto solo da Atene e da Eretria che inviarono l'una venti e l'altra cinque navi.
Il coinvolgimento di Atene nelle vicende relative all'insurrezione si deve a una complessa concatenazione di circostanze, che traggono le loro origini dall'istituzione in città della democrazia durante il VI secolo a.C. Nel 510 a.C., con l'aiuto del re di Sparta Cleomene I, il popolo ateniese riuscì a espellere Ippia, figlio di Pisistrato, il quale assieme al padre aveva comandato dispoticamente la città per trentasei anni. Ippia trovò rifugio a Sardi, ospite presso la corte di Artaferne: sceso a patti coi Persiani, sfruttò le proprie conoscenze per consigliare loro le migliori strategie di attacco a danno degli Ateniesi in cambio del suo ritorno al potere. Contemporaneamente Cleomene permise l'insediamento di un governo filo-oligarchico di natura tirannica, retto da Isagora, che si oppose al potenziamento e al perfezionamento delle riforme già proposte a suo tempo da Solone e auspicate da Clistene; il politico di ispirazione filo-democratica, nonostante il sostegno popolare, venne sconfitto politicamente e quindi esiliato. Il tentativo di instaurare un regime oligarchico sul modello spartano tuttavia fallì ben presto e la rivolta estromise Isagora mentre Cleomene, cacciato, non riuscì più a condizionare la politica ateniese. Il popolo richiamò in città Clistene (507 a.C.) e gli permise di effettuare le riforme di carattere democratico per le quali sarebbe divenuto celebre. Questo livello di indipendenza comportò per i cittadini ateniesi il consolidamento del loro desiderio di autonomia ai danni della politica anti-democratica promossa da Ippia, degli interventi di varia natura spartani e delle mire persiane.

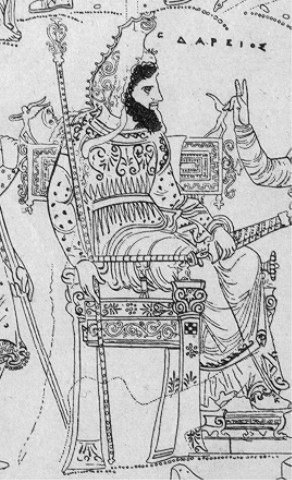
L'imperatore Dario I di Persia rappresentato in Darius als Baumeister: Denkmäler des klassischen Altertums, 1885

Cleomene quindi marciò su Atene con il proprio esercito, ma il suo intervento alla fine non produsse alcun risultato, se non quello di costringere gli Ateniesi a chiedere aiuto ad Artaferne. Giunti a Sardi, gli ambasciatori greci accettarono di concedere al satrapo "terra e acqua" (in greco antico: γῆ καί ὕδωρ?) in segno di sottomissione, in conformità con gli usi del tempo, ma quando tornarono furono severamente puniti per questo gesto. Nel frattempo Cleomene organizzò un nuovo colpo di Stato, tentando di riportare al governo della città il tiranno Ippia, ma anche questa iniziativa fu un insuccesso. Ippia, tornato alla corte di Artaferne, ripropose ai Persiani di sottomettere Atene: vi fu un vano tentativo di raggiungere un compromesso, ma l'unico modo per evitare l'intervento armato sarebbe stato il ripristino del potere di Ippia, soluzione inaccettabile ai cittadini della polis. Rifiutando la proposta di pacificazione, Atene si assumeva il rischio di candidarsi al titolo di principale avversaria dell'Impero achemenide. Bisogna però tenere in considerazione anche ulteriori elementi: le colonie fondavano il loro modello democratico su quello proposto dalla polis ateniese e gli stessi coloni erano di origine greca.
Atene ed Eretria inviarono quindi un contingente complessivo di venticinque triremi per appoggiare la rivolta. Arrivato in loco, l'esercito greco riuscì a marciare fino a Sardi, bruciando la città bassa; tuttavia, costretto a ripiegare verso la costa in seguito all'intervento dell'esercito persiano, ebbe a soffrire un gran numero di morti durante la precipitosa ritirata. L'azione si rivelò non solo inutile, ma causò la definitiva rottura delle relazioni diplomatiche tra i due avversari e la nascita del desiderio di vendetta da parte di Dario: Erodoto narra in un aneddoto che il sovrano, imbracciato l'arco, abbia lanciato una freccia contro il cielo chiedendo a Zeus di potersi vendicare e che incaricò un servitore di ricordargli, ogni giorno prima di cena, il suo proposito di vendetta.
Lo schieramento ellenico venne definitivamente sbaragliato dopo una serie di scontri minori successivi alla battaglia di Lade, conclusasi nel 494 a.C. con una decisiva vittoria della flotta persiana; nel 493 a.C. ogni resistenza greca ebbe termine. La fine delle ostilità garantì una serie di vantaggi per Dario che affermò definitivamente il suo controllo sulle colonie greche della Ionia, annesse alcune isole dell'Egeo orientale e alcuni territori circostanti il mar di Marmara. Inoltre la pacificazione dell'Asia Minore gli diede la possibilità di cominciare la campagna militare punitiva ai danni delle poleis intervenute nella rivolta a favore dei ribelli.
Già nel 492 a.C. Dario inviò un contingente militare in Grecia sotto il comando di suo genero Mardonio, condottiero tra i più prestigiosi: riconquistata la Tracia e costretto alla sottomissione il Regno di Macedonia di Alessandro I, l'invasione fallì a causa di una tempesta presso Monte Athos che distrusse la flotta persiana. Nel 490 a.C. Dario allestì una seconda spedizione, questa volta guidata dai generali Dati e da Artaferne (questi figlio dell'omonimo satrapo di Sardi); Mardonio, ferito durante la precedente tentata invasione, era infatti caduto in disgrazia. La campagna aveva tre finalità principali: sottomettere le isole Cicladi, punire le poleis di Nasso, Atene ed Eretria per l'ostilità dimostrata contro l'impero e annettere la Grecia tutta. Dopo aver attaccato con successo Nasso, il contingente militare giunse in Eubea durante l'estate, e la città di Eretria fu presa e incendiata. In seguito la flotta si spostò verso sud, in direzione della città di Atene, obiettivo finale della spedizione.

## Fonti

### Erodoto
Gli storici concordano sul fatto che la fonte principale riguardante le guerre persiane sia l'opera di Erodoto Le storie, la cui attendibilità è da sempre discussa. L'autore, infatti, afferma di essersi basato su fonti orali e inoltre dichiara di avere come fine ultimo quello di far ricordare ai posteri la storia delle guerre persiane, prendendo a modello l'epica omerica. Egli, quindi, non scrisse un trattato storiografico secondo i dettami odierni poiché non citò le sue fonti, né riferì dati tecnici che oggi non verrebbero certamente trascurati.
Mentre alcuni storici ritengono che Erodoto, in molti casi, abbia inteso avvalorare le sue idee a scapito della loro attendibilità, senza però produrre prove a sostegno di tale ipotesi; la maggior parte degli studiosi lo ritiene uno storico onesto e non di parte, anche se riportò molti dati chiaramente esagerati, fino a sconfinare nel mito. Bisogna quindi valutare con attenzione le informazioni che riporta quando dichiara di essere stato testimone dei fatti (le guerre persiane, ad esempio, scoppiarono prima che nascesse e si svolsero durante i suoi primi anni di vita), nonché i dati prodotti dai suoi informatori, i quali potrebbero avergli passato dati scorretti.
Erodoto aveva scarsissime nozioni di arte bellica e tattiche militari, pertanto descrisse le guerre persiane in un modo che si rifà ai racconti epici; per questo motivo probabilmente accettò anche numeri assurdi per quantificare gli effettivi stanziati dai Persiani nella seconda guerra persiana, e preferì spesso riferire azioni compiute da singoli piuttosto che da interi eserciti. La mancanza di particolari tecnici (dovuta anche al fatto che i testimoni interpellati da Erodoto, spesso soldati dell'una o dell'altra parte, non ricordavano con precisione gli eventi a distanza di decenni) rende spesso difficile la comprensione degli avvenimenti.
In conclusione molti studiosi accettano l'affermazione di Charles Hignett secondo la quale "Erodoto fornisce l'unica base sicura per una ricostruzione moderna delle guerre persiane, dato che non si può dare alcuna fiducia agli altri resoconti quando differiscono da Erodoto".

#### Il resoconto di Erodoto della battaglia
Per quanto riguarda la battaglia di Maratona in particolare, Erodoto è la fonte scritta più antica in assoluto; l'unica fonte anteriore è un affresco posto nella Stoà Pecile, andato distrutto ma descritto da Pausania il Periegeta nel II secolo d.C.
Il resoconto di Erodoto è stato oggetto di numerose critiche (viene spesso citata in proposito una frase di Arnold Wycombe Gomme del 1952, "tutti sanno che il resoconto della battaglia di Maratona fornito da Erodoto non funziona"), sia per il gran numero di omissioni sia per i vari passaggi incongruenti. La causa si deve imputare alle testimonianze fornite dai veterani i quali non fornirono sicuramente dati oggettivi, tramandando, invece, versioni della battaglia a loro congeniali.

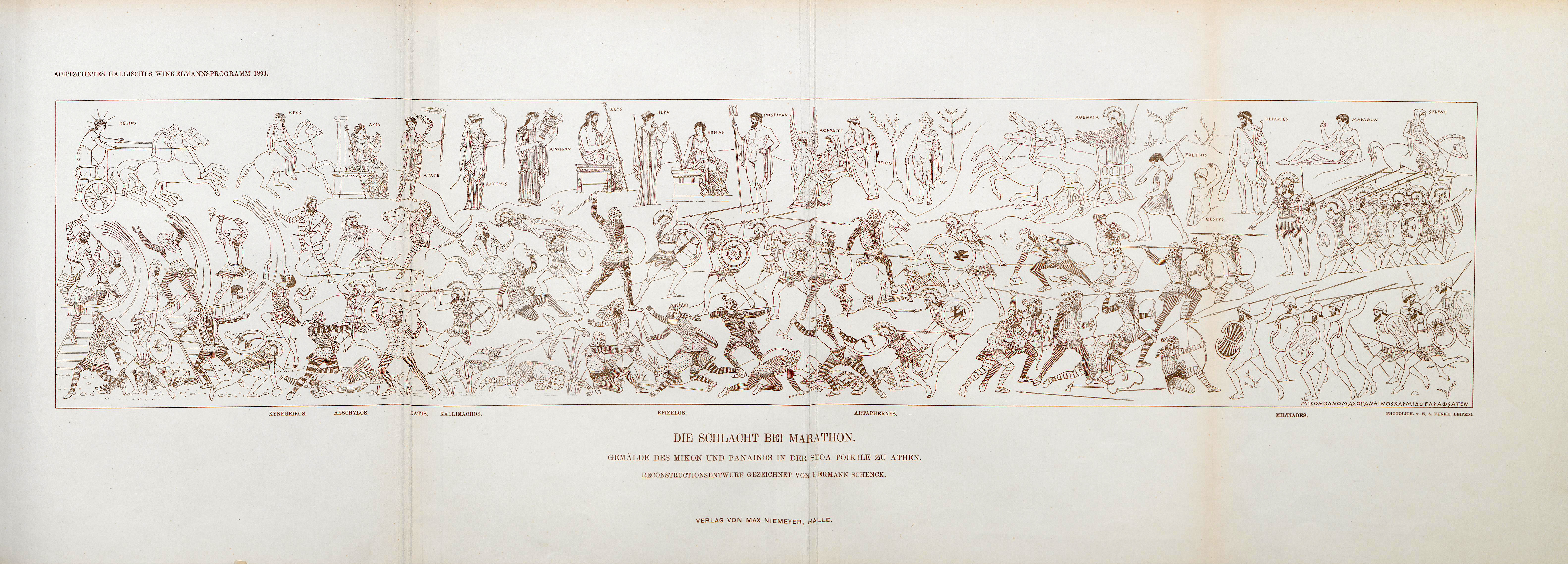
Ricostruzione del 1895 dell'affresco della Stoà Pecile basata sul resoconto di Pausania, a cura dell'archeologo Carl Robert, Hallisches Winckelmannsprogramm, 1895

Peter Krentz fornisce una sintesi dei punti in cui Erodoto viene più discusso. Egli omette:
- il numero degli effettivi greci e di quelli stanziati dai Persiani;
- la localizzazione del santuario di Eracle dove si accamparono i Greci;
- il motivo per cui i Greci attaccarono senza aspettare il contingente spartano.

Inoltre descrive:
- le gerarchie militari ateniesi di Maratona in un modo che sembra essere anacronistico;
- lo schieramento dei due eserciti in modo poco chiaro;
- il trasporto dei cavalli persiani senza poi trattare della cavalleria persiana durante la battaglia;
- la carica greca come una corsa di otto stadi, impresa ritenuta da gran parte degli storici impossibile;
- il motivo per cui i Greci vinsero in maniera confusa.

### Altri scrittori antichi
Le fonti complementari a Erodoto sono:
- I Persiani, di Eschilo: la tragedia, essendo stata scritta da un testimone oculare e rappresentata nel 473/472 a.C., pur nei limiti di una rappresentazione artistica di parte, intratteneva l'uditorio ateniese ricordando loro lo svolgimento della battaglia di cui furono essi stessi protagonisti.
- I Persica di Ctesia di Cnido, riassunti da Fozio di Costantinopoli: Ctesia accusò Erodoto di essere un bugiardo e basò il suo resoconto su quanto gli riferirono i Persiani, ma la sua storia è disseminata di errori e quindi inattendibile.
- La Ciropedia di Senofonte: secondo alcuni storici questo trattato, pur non contenendo dati storici, può essere utile per ricavare informazioni riguardanti l'esercito persiano.
- La Storia universale di Eforo di Cuma: egli scrisse questo testo, andato perduto, basandosi sul resoconto di Erodoto e tentando di renderlo più chiaro. In alcuni punti lo contraddice senza, però, citare le fonti, quindi anche la sua cronaca viene ritenuta inattendibile.
- La Bibliotheca historica di Diodoro Siculo: per la redazione utilizzò molteplici fonti, spesso perdute; per le guerre persiane si basò principalmente sull'opera di Eforo. La sua versione degli eventi è aspramente criticata per la sua mancanza di esperienza militare e per i pregiudizi patriottici in essa inseriti, quindi non viene ritenuta particolarmente attendibile.
- La Vita di Milziade di Cornelio Nepote: il resoconto della battaglia di Maratona dato da Nepote, probabilmente basato su quello di Eforo, divide tuttora gli storici, visto che alcuni lo preferiscono a quello di Erodoto mentre altri non lo considerano attendibile.
- La Vita di Temistocle e la Vita di Aristide di Plutarco: le vite di Plutarco, considerate molto migliori di quelle di Nepote, possono fornire dettagli utili, ma dove contraddicono Erodoto di solito risultano inattendibili.

## Datazione

Fasi iniziali della battaglia di Maratona: in blu lo schieramento greco, in rosso quello persiano

Erodoto attribuisce a numerosi eventi una data tratta dal calendario lunisolare, basato sul ciclo metonico: calendario usato da numerose città greche, ognuna delle quali ne aveva una propria variante. I calcoli astronomici ci permettono di assegnare una data precisa nella quale si svolse la battaglia nel calendario giuliano, ma gli studiosi non sono concordi. Tutte le date proposte si collocano generalmente tra i mesi di agosto e settembre.
Philipp August Böckh nel 1855 asserì che la battaglia si svolse il 12 settembre 490 a.C., data spesso accettata come corretta. L'ipotesi viene sviluppata prendendo per certo che l'esercito spartano partì solo alla fine delle festività delle Carnee. Vista la possibilità che il calendario lacedemone fosse un mese avanti rispetto a quello ateniese, la battaglia potrebbe essere stata combattuta il 12 agosto del medesimo anno.
Un calcolo diverso è stato fatto dallo storico Nicholas Sekunda. Basandosi sulla data riportata da Erodoto per l'arrivo a Sparta di Filippide (il 9 di metagitnione), sul fatto che gli Spartani partirono con la luna piena (verificatasi secondo calcoli astronomici il 15), sulla notizia riportata ancora da Erodoto che giunsero ad Atene dopo tre giorni di viaggio (cioè il 18) e visto che secondo Platone arrivarono il giorno dopo la battaglia, Sekunda giunge alla conclusione che lo scontro si sia verificato il 17 di metagitnione. La conversione nel calendario giuliano, fatta ipotizzando che non ci siano sfasature (improbabili dato che metagitnione era solo il secondo mese dell'anno), porta in questo caso alla data dell'11 settembre.
Plutarco ricorda che gli Ateniesi celebravano la vittoria di Maratona il 6 boedromione, ma convertire la data al calendario giuliano è molto complesso. Peter Krentz infatti asserisce che vi sia la possibilità che il calendario di Atene fosse stato manipolato in modo che la battaglia non interferisse con la celebrazione dei misteri eleusini e, visto che trascorsero alcuni giorni di studio tra i contingenti prima della battaglia, ritiene che non si possa stabilire una datazione certa.

## Forze in campo
La quantificazione delle forze impiegate dai due schieramenti durante la battaglia risulta essere piuttosto ardua. Erodoto, fonte insostituibile per la ricostruzione della battaglia, non riporta la grandezza dei due eserciti: accenna soltanto che la flotta persiana era composta da 600 imbarcazioni. Gli autori successivi spesso ingigantirono gli effettivi persiani, sottolineando così il valore dei Greci.

### Forze greche

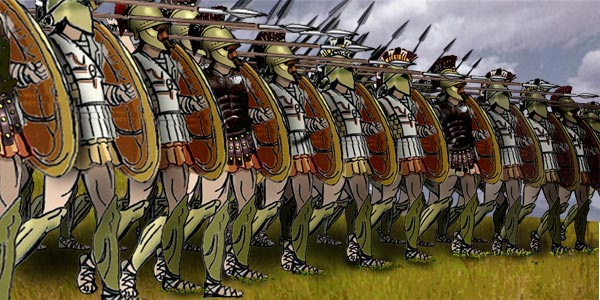
Opliti greci schierati secondo lo schema a falange in una raffigurazione moderna

La maggior parte delle fonti antiche concorda sul fatto che nella piana di Maratona ci fossero circa 10 000 opliti greci: Erodoto non fornisce una cifra esatta mentre Cornelio Nepote, Pausania e Plutarco riportano la presenza di circa 9 000 opliti ateniesi e di 1 000 soldati provenienti dalla polis di Platea. Pausania precisa che i Greci in totale erano meno di 10 000 e che il contingente ateniese era composto da non più di 9 000 uomini, tra cui schiavi e anziani; Marco Giuniano Giustino parla di 10 000 Ateniesi e 1 000 Plateesi. Dato che il numero degli effettivi mobilitati non si allontana da quello che lo stesso Erodoto riporta per i contingenti impegnati nella battaglia di Platea, si può ipotizzare che gli storici non si siano discostati dalla realtà dei fatti.
Per quanto riguarda la presenza della cavalleria greca, non registrata dagli storici antichi, si ritiene che gli Ateniesi, pur disponendo di un corpo di cavalieri, abbiano deciso di non utilizzarlo pensando che fosse troppo debole in confronto a quello persiano.
Gli storici moderni solitamente accettano la cifra approssimativa di 10 000 opliti, ma spesso fanno notare che bisogna aggiungere a essa i contingenti armati alla leggera, che in genere vengono equiparati come numero di effettivi a quello degli opliti:
- Secondo George Beardoe Grundy gli Ateniesi schierarono 8 000 opliti e 8 000 fanti leggeri.
- Secondo C. Hignett i Plateesi erano 600 e gli armati alla leggera erano circa 10 000, anche se secondo lui avevano scarso valore militare.
- Secondo Nicholas Geoffrey Lemprière Hammond il numero di 10 000 uomini è plausibile e include anche 4 000 cleruchi (truppe alleate) venuti da Eretria prima che fosse presa dai Persiani.
- Secondo Richard Billows gli Ateniesi all'epoca della battaglia erano circa 30 000, di cui circa 15 000 in grado di permettersi una panoplia (un equipaggiamento completo), quindi dovendo togliere anche i ragazzi e gli anziani ritiene che 9 000 opliti sia una stima plausibile, alla quale bisogna aggiungere qualche migliaio effettivi della fanteria leggera.
- Secondo Peter Krentz gli Ateniesi schierarono 10 000 opliti e 8 000 armati alla leggera e forse anche 4 000 cleruchi provenienti da Calcide che potrebbero aver partecipato alla battaglia.[55]
- Secondo Thomas Figueira gran parte dei 4 000 cleruchi calcidesi citati da Krentz furono impiegati in altre mansioni e solo pochi, quelli che avevano una panoplia, furono integrati in un reggimento ateniese.

Pausania fa notare che prima della battaglia Milziade aveva proposto all'assemblea ateniese di liberare un certo numero di schiavi per farli combattere (provvedimento straordinario adottato solo altre due volte nella storia di Atene, in occasione della battaglia delle Arginuse nel 406 a.C. e della battaglia di Cheronea nel 338 a.C.), tant'è vero che il monumento commemorativo riportava i nomi di molti schiavi liberati per i loro servigi militari. Molti studiosi ritengono la cosa poco plausibile e suppongono che a Maratona non abbiano combattuto degli schiavi. Secondo Nicholas Sekunda l'esercito ateniese al completo contava 9 000 uomini, e quindi Milziade per rinfoltire i ranghi convinse il popolo ad arruolare anche gli ultracinquantenni e un certo numero di schiavi liberati per l'occasione.

### Forze persiane
Per quanto riguarda lo schieramento persiano sono state rigettate le valutazioni numeriche degli storici antichi, le quali riferiscono di varie decine di migliaia di effettivi (le loro stime sono comprese tra un minimo di 80 000 uomini e un massimo di 600 000); l'unico a non dare cifre sulle truppe terrestri è Erodoto. La ricostruzione dell'entità degli effettivi del corpo di spedizione persiano è tuttora oggetto di dibattito fra gli studiosi.
La flotta secondo i dati forniti da Erodoto doveva essere composta da 600 navi, ma si pensa che tale cifra possa far riferimento al potenziale marittimo persiano più che alla sua dimensione reale. Data la scarsa resistenza che Dario pensava di incontrare, essa comunque numericamente appare esagerata, per cui il numero delle navi viene a volte ridotto a 300.
Il numero dei fanti e dei cavalieri stanziati dai Persiani è molto incerto e le ipotesi trovano fondamento principalmente da questi presupposti: il numero di navi (600, 300 o meno) e il numero dei caduti (6 400) fornito da Erodoto in rapporto col contingente greco (circa 10 000 uomini). Quindi le stime avanzate solitamente individuano in un intervallo di effettivi persiani compreso tra 20 000 e 30 000 o in modo più approssimativo tra 15 000 o 40 000 uomini di fanteria, e tra 200 e 3 000 o circa 1 000 per la cavalleria.

## Antefatti

### Sbarco persiano a Maratona

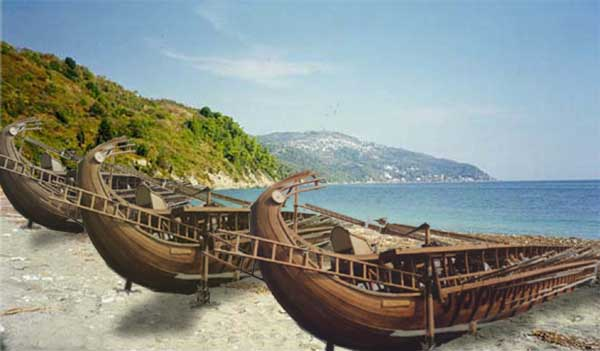
Ricostruzione dello sbarco in una raffigurazione moderna

Dopo aver preso Eretria i Persiani veleggiarono verso sud, in direzione dell'Attica, e attraccarono presso la baia di Maratona a circa 40 chilometri da Atene, consigliati dall'ex tiranno Ippia che partecipava alla spedizione; secondo Erodoto i generali Dati e Artaferne scelsero la piana di Maratona «perché era la parte dell'Attica migliore per la cavalleria e al tempo stesso la più vicina a Eretria». Questa frase di Erodoto è stata molto contestata, dato che alcuni storici la ritengono sbagliata, mentre altri l'accettano ma la reputano inadeguata per spiegare la decisione persiana di sbarcare a Maratona.
Coloro che ritengono sbagliata la frase sottolineano che Maratona non è la parte dell'Attica più vicina a Eretria (alcuni poi non vedono perché la vicinanza alla città potesse in qualche modo influenzare la scelta dello sbarco) e che la piana del Cefiso sarebbe stata più adatta alla cavalleria; è stato fatto notare che c'erano altri luoghi adatti per poter sferrare un attacco ad Atene.
- Oropo sarebbe stato il punto più vicino a Eretria ma sarebbe stato più lontano da Atene.
- Falero sarebbe stato il punto più vicino ad Atene (circa 5 chilometri) ma anche il più lontano da Eretria, quindi durante il viaggio gli Ateniesi avrebbero avuto il tempo di avvistare la flotta in viaggio e chiedere aiuti alle altre poleis.
- Rafina sarebbe stato più vicino ad Atene ma meno adatto alla cavalleria persiana.

Alle ragioni per lo sbarco a Maratona elencate da Erodoto sono state fatte numerose aggiunte.
- Si è ipotizzato che sia stato Ippia a guidare i Persiani a Maratona, memore dello sbarco del padre Pisistrato che era riuscito a prendere Atene coll'appoggio delle popolazioni locali; si può pensare che Ippia sperasse di ripetere un'impresa del genere, usando la diplomazia prima delle armi, dato che ad Atene c'erano molti filo-persiani.
- Nel 1899 John Arthur Ruskin Munro propose un'altra ragione per lo sbarco a Maratona: la certezza di non incontrare alcuna opposizione da parte degli Ateniesi (ragione che viene approvata da molti storici). Infatti sbarcare migliaia di uomini è un'operazione complessa da eseguire e diviene molto difficile se incontra una resistenza coordinata, come quella che poteva offrire una falange oplitica.
- Si è rilevato che la penisola di Cinosura offriva un eccellente ancoraggio (se la Grande Palude era veramente una laguna, allora sarebbe stata un porto naturale ancora migliore), mentre la spiaggia di Maratona era facilmente difendibile. Da non sottovalutare la presenza di varie sorgenti d'acqua (la principale era la sorgente Macaria) e di foraggio in abbondanza per i cavalli.
- La pianura era provvista di una rete stradale che la collegava all'Attica settentrionale e alla Beozia meridionale, zone in cui era facile trovare approvvigionamenti per le truppe, oltre al fatto che le basi persiane di Caristo ed Eretria erano abbastanza vicine per poterle usare come basi di rifornimento.

Sempre nel contesto dello sbarco persiano, Erodoto afferma che Ippia ebbe due visioni contrastanti: l'una gli suggeriva che sarebbe riuscito a conquistare il potere, l'altra che non vi era alcuna possibilità di vittoria sugli Ateniesi.

### Fidippide a Sparta
Secondo il resoconto di Erodoto, gli strateghi ateniesi mandarono a Sparta il celebre emerodromo Fidippide per chiederne l'intervento contro i Persiani. Fidippide giunse a Sparta il giorno dopo la sua partenza e fece la sua richiesta ai magistrati (probabilmente agli efori o a loro e alla gherusia), che risposero che avrebbero inviato il proprio contingente non prima della notte di plenilunio, poiché in quei giorni era proibita ogni attività bellica.
Sono state avanzate tre possibili spiegazioni per la scelta di Sparta di non intervenire subito:
- Una delle motivazioni potrebbe essere stato il celebrarsi della festività delle Carnee, cui allude il discorso dei magistrati, ricorrenza che effettivamente comportava una riduzione delle attività militari negli Stati dorici; non si sa però se la festività fosse effettivamente così restrittiva o se fosse stata usata come scusa, visto che all'epoca delle guerre persiane in Grecia molti stati tendevano a trascurare le loro feste religiose se conveniva; Sparta però, in quell'epoca e anche in seguito, fu sempre famosa per il suo rispetto delle feste religiose e dei sacrifici agli dei, quindi gli storici generalmente concordano sulla sincerità degli Spartani, pur con qualche legittimo dubbio.
- Una seconda motivazione si potrebbe cercare nello scoppio di tensioni interne e nella presenza di sentimenti anti-ateniesi: per quanto gli Spartani fossero certamente anti-persiani, come tutti i Greci, è tuttavia probabile che alcuni di loro fossero risentiti nei confronti di Atene e non fossero così avversi all'idea che i Persiani battessero gli Ateniesi.
- Un'ultima ipotetica causa del ritardo spartano potrebbe essere stata una rivolta dei Messeni, menzionata da Platone[38] (e forse testimoniata anche da una statua dello scultore argivo Ageladas, commissionata dagli Spartani per ringraziare Zeus per l'aiuto ricevuto nel sedare una rivolta dei Messeni). A favore di quest'ultima teoria depone il fatto che in quegli stessi anni il tiranno di Reggio Calabria, Anassila, dopo aver conquistato la città di Zancle con l'aiuto di nuovi coloni messeni, cambiò il suo nome in Messene, da cui l'odierna Messina. Tuttavia non esiste altra documentazione, per quegli anni, di una rivolta di Messeni contro Sparta il cui infelice esito avrebbe spinto i Messeni verso la Magna Grecia e nel contempo ritardato la partenza spartana. In ambito storiografico dunque si tende a ritenere che non ci sia stata alcuna rivolta messenica in quegli anni.

In conclusione gran parte degli storici ritiene che la vera ragione del ritardo spartano sia da attribuire allo scrupolo religioso, ma non ci sono abbastanza dati per poterlo affermare con sicurezza.
Secondo Lionel Scott è possibile che l'assemblea o la boulé (non gli strateghi, nominati erroneamente da Erodoto) abbia mandato Fidippide a Sparta dopo la presa di Eretria, ma prima dello sbarco a Maratona, visto che Fidippide non menziona quest'ultimo fatto nel suo discorso agli Spartani. Tuttavia ciò appare in contrasto con quanto detto da Erodoto, il quale nel riportare il discorso dell'emerodromo, scrive che Eretria era "ormai asservita".
Ciò che può apparire più inverosimile nel racconto di Erodoto è il fatto che Fidippide abbia compiuto il tragitto da Atene a Sparta (circa 220-240 chilometri) in un giorno solo. Gli storici moderni tuttavia hanno ampiamente dimostrato che quest'impresa è possibile, tant'è che nel 2007 una corsa da Atene a Sparta di 244,56 chilometri è stata conclusa entro 36 ore da 157 partecipanti; mentre il record, del greco Yiannis Kouros, è di 20 ore e 29 minuti.

### Marcia ateniese verso Maratona
Quando si seppe dello sbarco, ad Atene ci fu un acceso dibattito su quale fosse la tattica migliore da adottare per affrontare la minaccia. Mentre alcuni erano propensi ad aspettare l'arrivo dei Persiani dentro le mura della città (che per altro all'epoca erano di dimensioni probabilmente ancora troppo ridotte per garantire un'efficace difesa), seguendo la tattica scelta da Eretria, che tuttavia non l'aveva salvata dalla distruzione, altri, tra cui lo stratego Milziade, si battevano per affrontare i Persiani a Maratona, impedendo loro di marciare su Atene. Alla fine fu approvato il decreto proposto da Milziade, quindi i soldati, fatte le provviste necessarie, partirono. Il decreto, pur non essendo citato da Erodoto, viene solitamente accettato come vero dagli storici, anche perché citato da Aristotele, Demostene e Plutarco.
I soldati ateniesi, guidati dal polemarco Callimaco di Afidna e da dieci strateghi, marciarono dunque in direzione della piana, con l'intento di bloccarne le due uscite, impedendo così ai Persiani di penetrare nell'entroterra attico. Qui giunti si accamparono al santuario di Eracle, posto all'estremità sud-occidentale della pianura, dove furono raggiunti dal contingente plateese. Riguardo all'intervento di questa polis nel conflitto, Erodoto afferma che decise di intervenire poiché loro protetta.
C'è stato un grande dibattito su quale strada abbiano seguito gli Ateniesi per recarsi a Maratona. Una delle ipotesi prese in esame fu la strada costiera, la quale passando da sud raggiungeva il luogo dello sbarco dopo circa 40 chilometri, mentre quella montana che passava a nord era soltanto di circa 35 chilometri, anche se aveva molte strettoie e gli ultimi chilometri erano difficilmente praticabili perché ondulati e probabilmente intralciati dalle foreste che all'epoca vi crescevano. Nonostante alcuni storici propendano per la strada più corta, è stato obiettato che percorrere una via del genere sarebbe stato molto difficile per un esercito regolare, causando vari ritardi (circostanza che gli Ateniesi volevano evitare proprio per prevenire un eventuale attacco persiano) e soprattutto avrebbe lasciato la possibilità ai Persiani di aggirare gli Ateniesi prendendo la strada costiera; di conseguenza attualmente si tende a preferire l'ipotesi della via litoranea. È stata anche formulata l'ipotesi che il corpo di spedizione di Atene abbia percorso questa via, mentre gli Ateniesi sparsi per il resto dell'Attica sarebbero giunti a Maratona in seguito, passando per il sentiero montano.

### Giorni di stallo

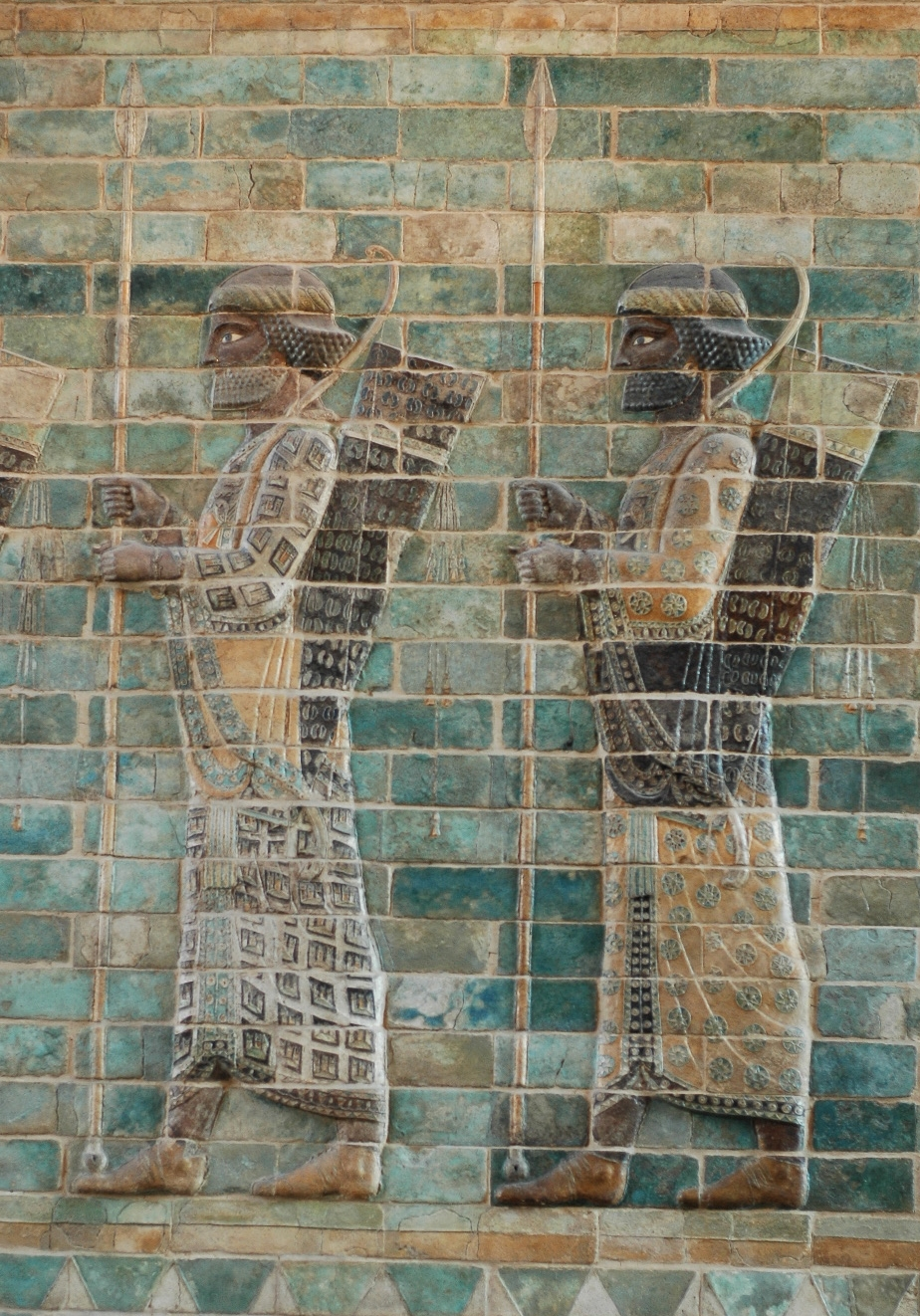
Militari persiani, probabilmente appartenenti al corpo degli Immortali; fregio nel palazzo di Dario a Susa, ora conservato al Museo del Louvre

Per vari giorni (da sei a nove) gli eserciti non si affrontarono, rimanendo accampati ai lati opposti della piana. I motivi di tale situazione di stallo si devono dedurre dalla descrizione della situazione precedente la battaglia, nella quale sono state riscontrate varie incongruenze.
Una di queste riguarda il comando della spedizione: a Maratona erano presenti tutti e dieci gli strateghi (compreso Milziade), eletti dal popolo ateniese diviso in tribù secondo le norme imposte dalla riforma di Clistene; mentre il comandante in capo dell'esercito era il polemarco Callimaco di Afidna. Erodoto suggerisce che il comando della spedizione fosse affidato a rotazione a ciascuno degli strateghi, ma secondo alcuni storici potrebbe invece trattarsi di un espediente atto a giustificare alcune incoerenze sorte nella narrazione dei fatti, non essendo questa strategia confermata da altre fonti. Nel racconto di Erodoto si evidenzia infatti che Milziade era pronto allo scontro anche senza l'appoggio spartano, ma scelse il suo giorno di comando per attaccare, nonostante gli strateghi (appoggiando la sua determinazione) gli avessero già ceduto ognuno il proprio. Il rimandare l'inizio delle ostilità potrebbe essere stato indotto da una tattica ritenuta vantaggiosa per gli Ateniesi, questa scelta si mostra però in aperta contraddizione rispetto alla ferma volontà di dare battaglia attribuita a Milziade e quindi alcuni ipotizzano che il passaggio del potere di stratego in stratego possa essere una macchinazione per giustificare l'impossibilità di Milziade di agire prima, in quanto impedito dai colleghi, anche se gli storici non sono tutti concordi.
Gli Ateniesi avevano certamente buone ragioni per attendere: si aspettavano l'arrivo degli Spartani entro pochi giorni; sapevano che i Persiani avevano risorse di acqua, cibo e foraggio limitate ed erano per di più a rischio epidemie a causa della grande quantità di escrementi prodotti da uomini e cavalli per molti giorni in uno spazio limitato; e infine speravano che gli invasori fossero i primi ad attaccare, dato che così si sarebbe combattuto in un'area della pianura meno adatta alla cavalleria. Inoltre vi era il rischio concreto che, in caso di sconfitta (probabile, data la loro inferiorità numerica, dovuta a un rapporto di circa 1 a 2 e la possibilità concreta, in pianura, di accerchiamento da parte della cavalleria persiana), avrebbero lasciato irrimediabilmente scoperta Atene.
Anche i Persiani però avevano motivi per temporeggiare: probabilmente speravano di prendere Atene grazie a dei traditori, come avevano già fatto con Eretria, e forse anch'essi si auguravano che fossero i Greci ad attaccare in modo da poter sfruttare la forza d'urto della cavalleria su un terreno che ben si prestava a tale manovra; è inoltre possibile che considerassero il confronto tra le rispettive fanterie un azzardo, poiché le armature degli opliti ateniesi erano decisamente superiori alle protezioni leggere in dotazione ai fanti persiani. Tale realtà tattica fu confermata nei successivi scontri fra Persiani e Greci alle Termopili e a Platea durante la seconda guerra persiana.

### La decisione ateniese di attaccare
La situazione di stallo venne interrotta quando gli Ateniesi decisero di attaccare. Secondo Erodoto, il voto decisivo per tale scelta spettò al polemarco, che, ascoltate le argomentazioni che Milziade produsse presso l'assemblea degli strateghi, dovette risolvere la situazione di stallo creatasi, con cinque voti contrari all'attacco e cinque a favore. Tale discorso è stato forse inventato da Erodoto, dato che in vari passi sembra fatto apposta per il lettore e risulta ampiamente inverosimile; inoltre si può notare un elemento in comune con un altro discorso da lui riferito durante le guerre persiane, quello di Dionisio di Focea prima della battaglia di Lade, visto che in entrambi si pone un forte accento sull'importanza del momento e sulla forte contrapposizione tra libertà e schiavitù. Erodoto si sofferma sulla questione del titolo di polemarco, che secondo lo storico era nominato per sorteggio; questa affermazione è però in contrasto con Aristotele, il quale dichiara che il sorteggio fu introdotto solo nel 487-486 a.C.. Ciò ha sollevato molte polemiche: mentre alcuni storici accusano Erodoto di anacronismo (peraltro frequente nelle sue Storie), altri pensano che il polemarco fosse sorteggiato già prima del 487 (così come l'arconte eponimo e l'arconte basileus) o che sia Aristotele a sbagliarsi.
Non si sa tuttora cosa davvero spinse gli Ateniesi a dare battaglia e varie sono state le ipotesi avanzate.
- Molti storici sostengono che gli Ateniesi abbiano attaccato perché erano venuti a sapere che i Persiani avevano diviso il loro esercito, reimbarcando una parte della fanteria e tutta la cavalleria: questa ipotesi è accettata da gran parte degli studiosi.
- Secondo un'altra ipotesi sarebbero stati i Persiani a decidere per l'attacco,[85] non lasciando altra scelta agli Ateniesi che quella di accorciare le distanze e di cercare il corpo a corpo, dove avrebbero potuto massimizzare i vantaggi della loro superiore armatura[89] e vanificare la potenza di tiro degli arcieri persiani.[93] Secondo i sostenitori di questa ipotesi è verosimile che il sospetto di un possibile arrivo di contingenti spartani e l'impossibilità di tenere indefinitamente bloccato a Maratona un esercito così potente, senza che venisse logorato da problemi logistici relativi in particolare agli approvvigionamenti, erano due valide ragioni per cercare una soluzione nello scontro.[85]
- Altri storici ipotizzano che Milziade avesse attaccato semplicemente perché notava che le truppe iniziavano a perdersi d'animo e che magari uno degli strateghi a lui favorevoli stava per cambiare idea.

### La possibile divisione dell'esercito persiano
Non si sa per certo se tutti gli effettivi persiani combatterono a Maratona: è ancora aperto il dibattito su una possibile divisione dell'esercito persiano prima della battaglia.
Gli storici che giungono a questa conclusione si basano su diversi fattori. Innanzitutto, Erodoto non parla del ruolo della cavalleria durante la battaglia, scrive che gli Ateniesi catturarono solo sette navi e riporta la corsa degli Ateniesi verso il Falero dopo la battaglia. Inoltre, Nepote afferma che i Persiani avrebbero combattuto con 100 000 fanti e 10 000 cavalieri (cioè la metà delle forze, dato che in precedenza riportava un totale di 200 000 fanti). Infine un proverbio (in greco antico: χωρὶς ἱππεῖς?) estratto dalla Suda afferma che gli Ateniesi avrebbero deciso di combattere dopo che gli Ioni erano andati a informarli dell'allontanamento della cavalleria persiana.
Questa teoria, enunciata per la prima volta nel 1857-67 da Ernst Curtius, ripresa nel 1895 da Reginald Walter Macan, diffusa nel 1899 da John Arthur Ruskin Munro e successivamente accettata con delle varianti da vari storici, sostiene che la cavalleria persiana avesse lasciato la piana per una qualche ragione e che i Greci abbiano ritenuto vantaggioso sfruttarne l'assenza. Sulla base dell'assenza della cavalleria si sono sviluppate numerose ipotesi:
- Secondo gran parte degli storici, i Persiani prima della battaglia smontarono l'accampamento e imbarcarono sulle navi i loro cavalieri e metà dei loro fanti coll'obiettivo di attaccare il Falero prima dell'arrivo degli Spartani, mentre l'altra metà della fanteria teneva occupato l'esercito ateniese. Gli Ateniesi, informati durante la notte dagli Ioni, il giorno seguente sarebbero stati convinti da Milziade ad attaccare l'esercito persiano.[98] Ci sono poi dei dibattiti minori sulla percentuale di truppe rimaste a Maratona (alcuni sono per il 50%, altri ritengono che invece fossero più del 50%), ma tutti questi storici concordano sull'assenza totale o parziale della cavalleria.
- Una visione dei fatti differente viene proposta dallo stesso Munro nel 1926. Dati e Artaferne avrebbero subito diviso l'esercito: Artaferne, che avrebbe avuto con sé metà dell'esercito e la cavalleria (anche se Munro non spiega il perché), avrebbe assediato e preso Eretria, mentre Dati avrebbe impedito agli Ateniesi di intervenire bloccandoli a Maratona; gli Ateniesi si sarebbero poi decisi ad attaccare venendo a sapere che Artaferne era salpato da Eretria diretto al Falero. Questa ipotesi è stata appoggiata anche da Frederick Barton Maurice, il quale però pensava che Dati a Maratona avesse 16 000/17 000 uomini e Artaferne a Eretria ne avesse 3 000/4 000. Questa variante però non è stata appoggiata da nessun altro storico.

L'ipotesi della divisione dell'esercito, per quanto accettata da gran parte degli storici, è stata però oggetto di alcune critiche.
- Erodoto non menziona una divisione delle forze persiane; è stato però obiettato che ammettere di aver combattuto soltanto contro metà dell'esercito persiano avrebbe sminuito l'impresa compiuta dagli Ateniesi e che quindi Erodoto potrebbe aver deliberatamente omesso questo fatto; alcuni hanno però fatto notare che, se veramente si fosse trattato di un errore di Erodoto, l'autore di Sulla malignità di Erodoto (forse Plutarco) l'avrebbe certamente riportato.
- Sia Pausania, sia l'oratore Elio Aristide menzionano un coinvolgimento dei cavalli nella battaglia, oltre al fatto che un sarcofago romano del III secolo d.C. conservato al Museo civico di Brescia (che secondo alcuni storici potrebbe essere una riproduzione del dipinto della battaglia che si trovava nella Stoà Pecile ad Atene) riporta anch'esso la presenza di cavalieri.
- Alcuni storici considerano inattendibile una fonte così tarda (posteriore di 1500 anni la battaglia) come la Suda, il cui autore potrebbe aver inventato il proverbio sopra menzionato, per fare propaganda a favore degli Ioni.
- Anche l'attendibilità di Cornelio Nepote è stata contestata.

Secondo Peter Krentz, Milziade decise di dare inizio alla battaglia perché in quel momento, come aveva potuto constatare dai movimenti dei Persiani nei giorni precedenti, a quell'ora i cavalieri scendevano verso la piana dal loro accampamento nella valle di Tricorinto e quindi non potevano intervenire in un eventuale combattimento.

## Ricostruzione del campo di battaglia
La ricostruzione del campo di battaglia è oggetto di un dibattito molto acceso tra gli storici per via della difficile identificazione di molti luoghi, per la scarsità dei dati (Erodoto non descrive minimamente l'ambiente in cui avvenne lo scontro) e per la quantità di modificazioni subite dalla topografia negli ultimi 2500 anni.

### Geomorfologia e vegetazione

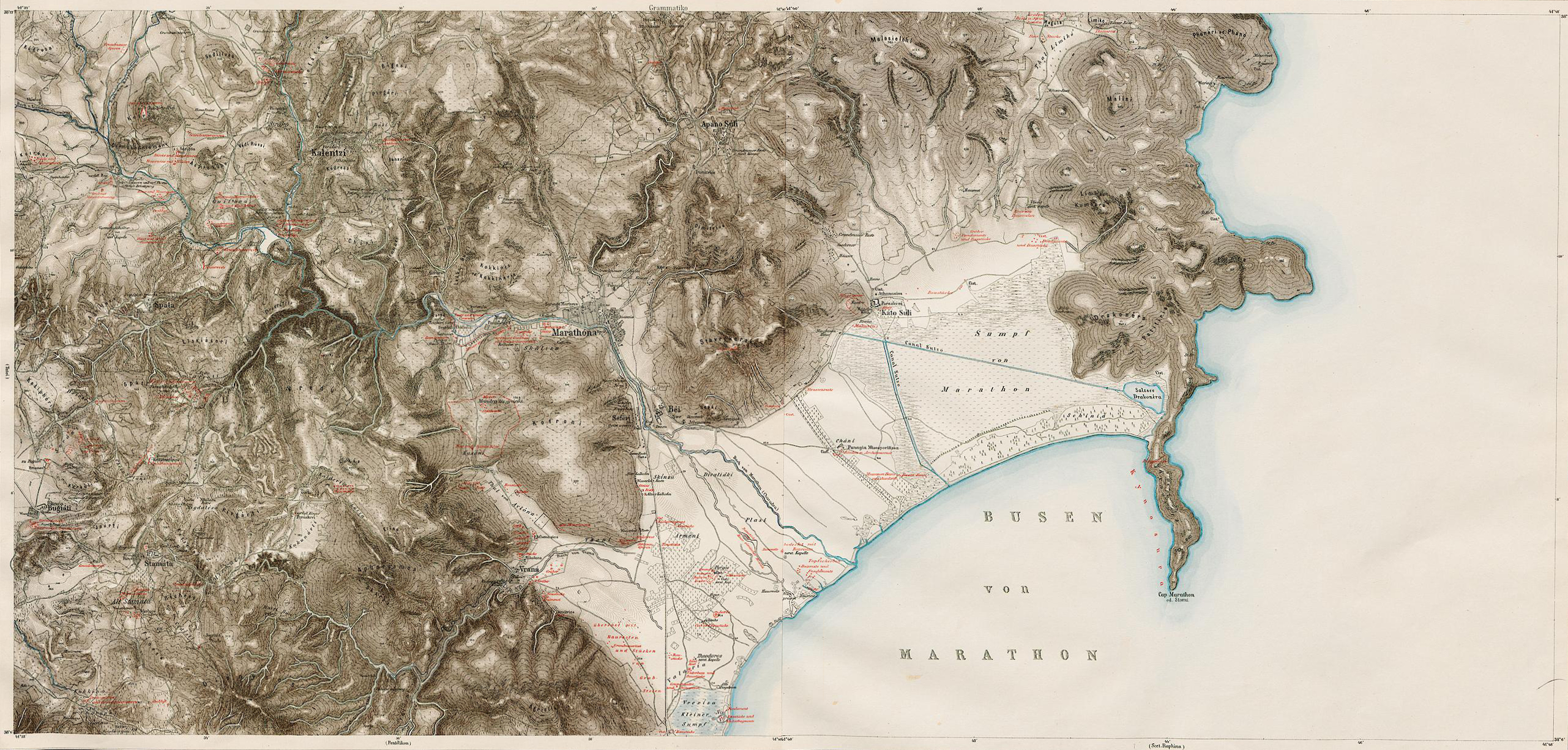
In questa mappa del 1885 (Curtius & Kaupert, Karten von Attika) si può vedere la quantità di detriti depositatisi nel delta del Caradro

La piana alluvionale di Maratona è lunga 9,6 e larga 1,6 chilometri ed era, secondo le testimonianze di Nonno di Panopoli, molto fertile nonché ricca di cespugli di finocchio, il cui termine in greco antico, μάραθον o μάραθος, diede origine al nome; è circondata da alture in materiale scistoso e marmo con altezza massima di 560 metri che si protendono nel mare, a nord-est della piana, a formare la penisola di Cinosura. Le colture non ostacolarono il movimento degli eserciti fatta eccezione per la vite a sud del Caradro, presenza ipotizzata da G. B. Grundy, che avrebbe potuto intralciare l'azione della cavalleria persiana.
Il torrente Caradro, che sgorga dal Parnes e sfocia a metà costa, nell'antichità era caratterizzato da rive molto scoscese e profonde ed è stato uno dei corsi d'acqua che ha favorito l'ingrandimento della piana trasportando a valle detriti. Considerato come le mappe antiche risultino contraddittorie, alcuni storici affermano che la foce non si sia spostata dal V secolo a.C., mentre altri pensano che sfociasse nella Grande Palude. La sua importanza durante la battaglia fu trascurabile, in quanto durante un'estate secca non poteva intralciare gli eserciti.

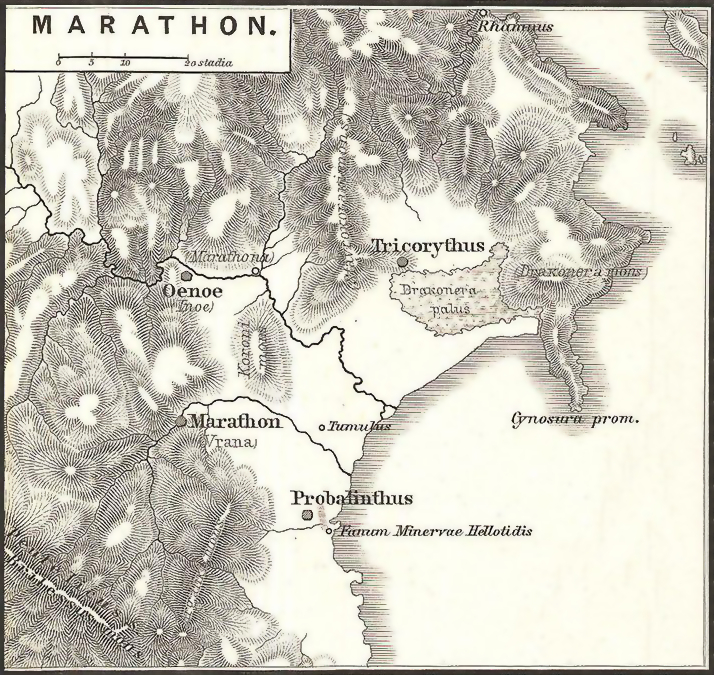
In questa mappa del 1865 (Karl Spruner von Merz, Spruner-Menke Atlas Antiquus) viene ancora proposta l'identificazione del demo di Maratona con Vrana, rivelatasi errata; il Tumulus è il Soros e la Drakonera palus è la Grande Palude

L'estensione della Grande Palude (che oggi è larga 2-3 chilometri e ha circa da 9,6 a 11,2 chilometri di circonferenza) all'epoca della battaglia è tuttora dibattuta: non si sa con esattezza se la formazione della Grande Palude, isolata dal resto del mare da un cordone di sabbia, sia da datare prima o dopo la battaglia. Pausania affermava che si trattava di un lago in comunicazione col mare mediante un emissario e che conteneva acqua dolce, la quale però diventava salata vicino alla foce. Alcuni studiosi, spinti dal fatto che non si sa quanto fosse fondo il passaggio tra mare e palude, hanno teorizzato che alcune navi persiane fossero ancorate all'interno di questo specchio d'acqua.
La principale delle sorgenti (presenti tuttora) che alimentano i torrenti della piana è quella di Megalo Mati, da identificare probabilmente con la sorgente Macaria citata da Pausania che un tempo, secondo quanto detto da Strabone e William Martin Leake, portava acqua ad Atene. Dato che le possibilità d'approvvigionamento idrico erano pari per le zone dove si accamparono i due eserciti, i Greci, molto meno numerosi dei loro aggressori, ebbero acqua a sufficienza.
Sommersa prima del 18000 a.C. e ancora tra l'8000 e il 6000 a.C., la piana di Maratona venne poi ampliata dai torrenti che vi transitavano e vi depositavano sedimenti, ma non si sa con precisione quanto fosse estesa nel 490 a.C., dato che non sono mai stati realizzati studi con carotaggi del suolo. Alcuni studiosi ipotizzano che la costa non si sia troppo spostata rispetto al 490 a.C.

### Luoghi esistenti prima della battaglia

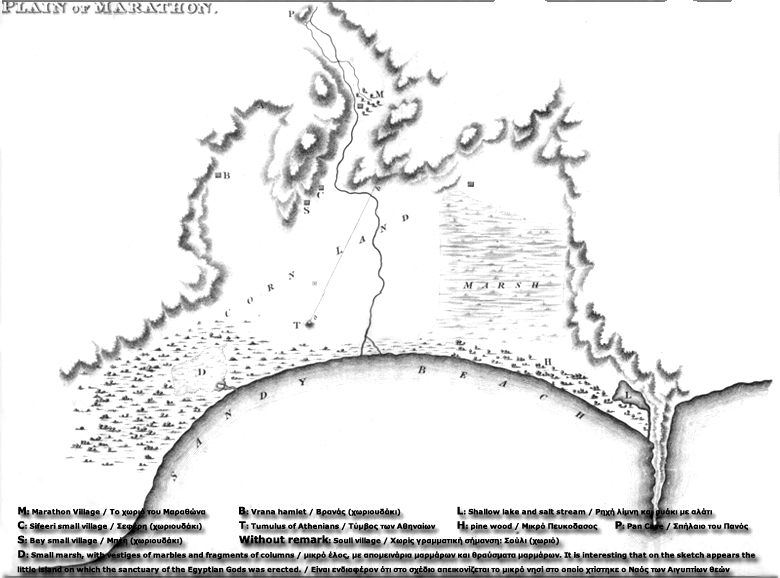
In questa mappa del 1817 (John Squire, Memoirs relating to European and Asiatic Turkey, edited from manuscript journals by Robert Walpole) si può vedere la localizzazione di una grotta di Pan indicata con la lettera "P", in alto al centro

Dibattuta in modo acceso è la collocazione del santuario di Eracle presso il quale si accamparono i Greci, collocato secondo Luciano vicino alla tomba di Euristeo. Delle molte teorie avanzate in epoca moderna, quelle che ne vedono la collocazione all'imboccatura della valle di Vrana o presso Valaria non sono state confutate per la presenza di fondamenta nel primo caso e per quella di iscrizioni su Eracle nel secondo, avvalorato pure dalla collocazione. Cornelio Nepote dedica una particolare attenzione alla descrizione dell'accampamento ateniese, descrivendolo come ben protetto.
Pure per la collocazione del demo di Maratona nessuna delle varie teorie può dirsi certa in assenza di prove decisive. Molte teorie sono già state confutate e rimangono valide quelle che lo collocano all'ingresso sud-ovest della piana o nella zona di Plasi, aree dove i reperti sono però di epoca posteriore. L'assenza di ritrovamenti potrebbe essere dovuta all'avanzamento del mare o al fatto che il demo era composto da abitazioni sparse.

### Strutture legate alla battaglia
Le mangiatoie dei cavalli di Artaferne si trovano a est del lago, o in una piccola caverna artificiale o in nicchie scavate nella roccia a metà dell'altezza di una collina situata sopra Cato Suli, dette dai locali "mangiatoie di Artaferne": quest'ultima teoria concorda con quanto sostenuto da Krentz che colloca (come Leake) l'accampamento della cavalleria nella piana di Tricorinto.
Abitata dal Neolitico all'età micenea la grotta di Pan, ripopolata dopo la battaglia e visitata da Pausania, fu riscoperta nel 1958: vi si trova un'iscrizione con una dedica a Pan.

### Sepolture

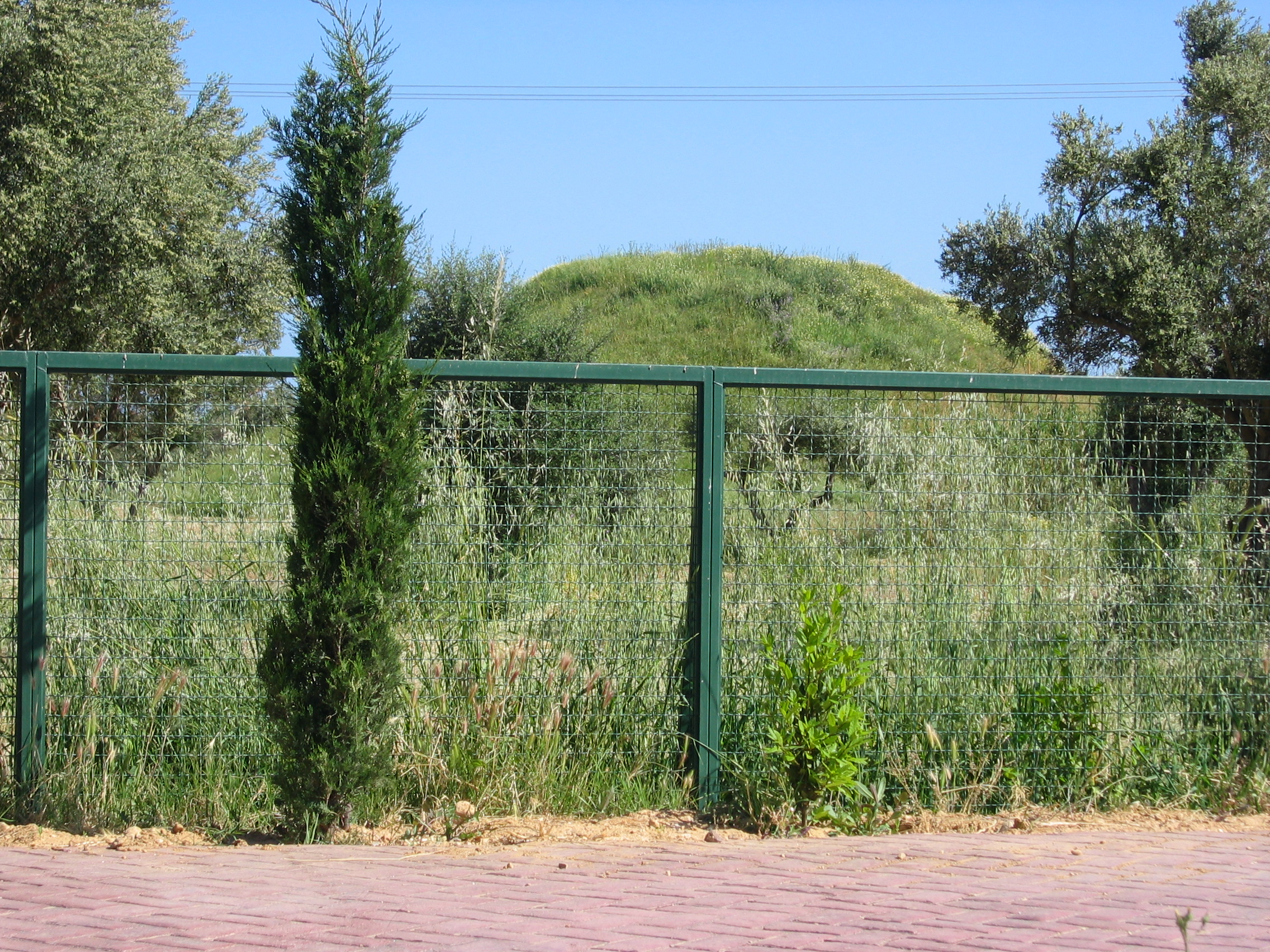
Il Soros nel 2005

Secondo il parere di tutte le fonti, gli Ateniesi furono sepolti sotto il tumulo chiamato Soros, perforato più volte tra il XVIII e il XIX secolo ma ancora oggi in buono stato: la sua collocazione vicino al campo di battaglia è comunque in contrasto con gli usi ateniesi, sebbene non sembra trovarsi dove necessariamente si svolse lo scontro. La presenza di punte di frecce fece pensare che la terra fosse stata presa dal campo di battaglia, ma ciò non è certo. A fianco del Soros si trovava un altro tumulo più piccolo poi distrutto, dove potrebbero essere stati sepolti i Plateesi. In ogni caso il Soros non è di grande aiuto per la ricostruzione della battaglia.
In uno dei tumuli funerari ritrovati nel 1970 da Spyridōn Marinatos furono rinvenuti dei corpi, identificati come quelli dei Plateesi in quanto tutti i morti erano uomini e vi sono delle similitudini tra il vasellame di questa tomba e quello rinvenuto nel tumulo ateniese: da tale scoperta Marinatos poté trarre la presunta prova che Pausania sbagliò nell'affermare che i Plateesi furono sepolti con gli schiavi liberati. La distanza dalla tomba ateniese, la lontananza dalle linee greche e la cremazione dei corpi fanno però pensare che si tratti di una tomba privata, a dispetto della sua ubicazione sulla strada che congiunge Platea e la piana.
Non rintracciata da Pausania, la fossa comune dove furono gettati i 6 400 persiani uccisi venne identificata da Hauptmann Eschenburg in un'area limitrofa alla Grande Palude, dove si trovavano moltissime ossa: non sono state formulate altre teorie.

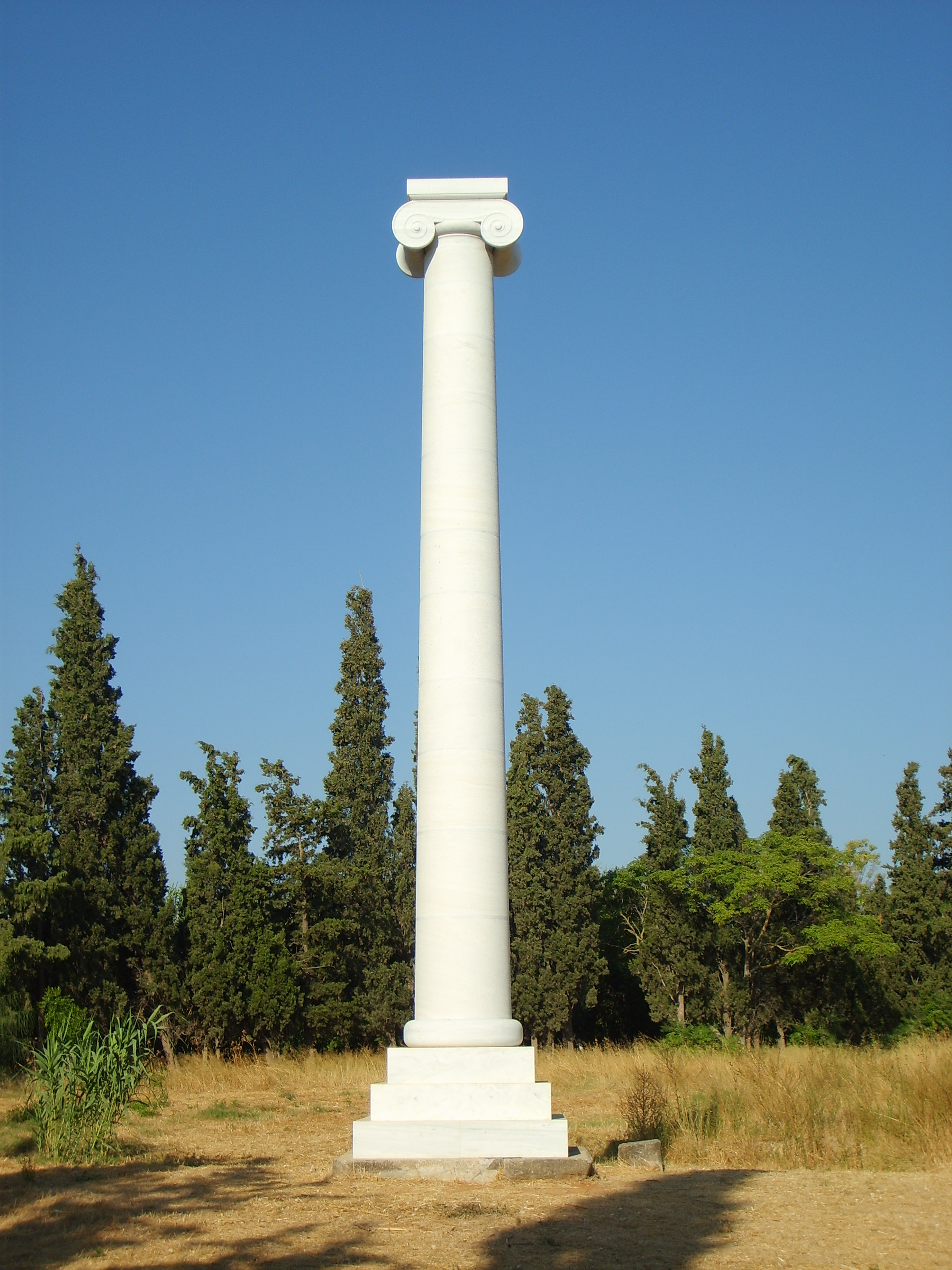
La colonna in marmo bianco ricostruita in occasione delle Olimpiadi del 2004

### Monumenti
A circa 600-700 metri dal Soros si trova il Pyrgos o monumento a Milziade, la cui antica copertura in marmo bianco scomparve durante il XIX secolo, visto che già nel 1890 restavano solo mattoni e malta. Eugene Vanderpool ipotizzò che il Pyrgos fosse una torre medievale costruita coi resti dei monumenti antichi della piana.
Eugene Vanderpool, scavando vicino alla cappella di Panagia e rinvenendo vari frammenti riconducibili a una colonna ionica innalzata tra il 450 a.C. e il 475 a.C., ritenne di aver trovato il trofeo di marmo bianco citato da Pausania. Secondo la critica moderna, tale opera venne innalzata il giorno stesso della battaglia appendendo armi persiane e fu portata nell'attuale forma da Cimone attorno al 460 a.C.: si trova nel punto ove cominciò la fuga dei nemici. In occasione delle Olimpiadi del 2004 è stato eretto un trofeo simile accanto ai resti dell'originale.

## La battaglia

### Schieramenti degli eserciti
Risulta tuttora dibattuta tra gli storici la posizione degli eserciti schierati, con una linea di fronte lunga circa 1,5 chilometri.
- Alcuni storici hanno ipotizzato uno schieramento parallelo alla costa: gli Ateniesi sarebbero stati schierati all'imboccatura della valle di Vrana, mentre i Persiani 150 metri a sud-est del Soros; gli aggressori, però, in caso di ritirata, avrebbero avuto solo uno stretto passaggio per ritirarsi verso le loro navi, situate più a nord, quindi sembra improbabile che abbiano scelto una posizione del genere.
- Altri storici, più recentemente, ritengono che gli eserciti fossero perpendicolari al mare: gli Ateniesi sarebbero stati schierati tra la chiesa di San Demetrio e la piccola palude rivolti a nord-est; i Persiani si sarebbero disposti in parallelo ai Greci a una distanza di otto stadi, a nord del Soros: tali posizioni avrebbero inoltre garantito a entrambi gli eserciti buoni rifornimenti idrici. Uno dei primi a proporre questa teoria fu Frederick Barton Maurice nel 1932, che la giustificò pensando che i Persiani volessero sfruttare il vantaggio offerto loro dalle rive scoscese del Caradro, in alcuni punti alte anche 5,5 metri; questa ragione non è però accettata da molti storici odierni, dato che Erodoto non menziona il Caradro nel suo resoconto della battaglia.[111] Secondo gli storici più moderni, invece, gli eserciti avrebbero dovuto essere perpendicolari alla costa[144][145] per un altro motivo: se i Greci erano accampati all'estremità meridionale della piana presso il santuario di Eracle e i Persiani all'estremità settentrionale, presso la spiaggia sotto la Grande Palude, allora è molto probabile che i due eserciti siano avanzati l'uno contro l'altro.[146]

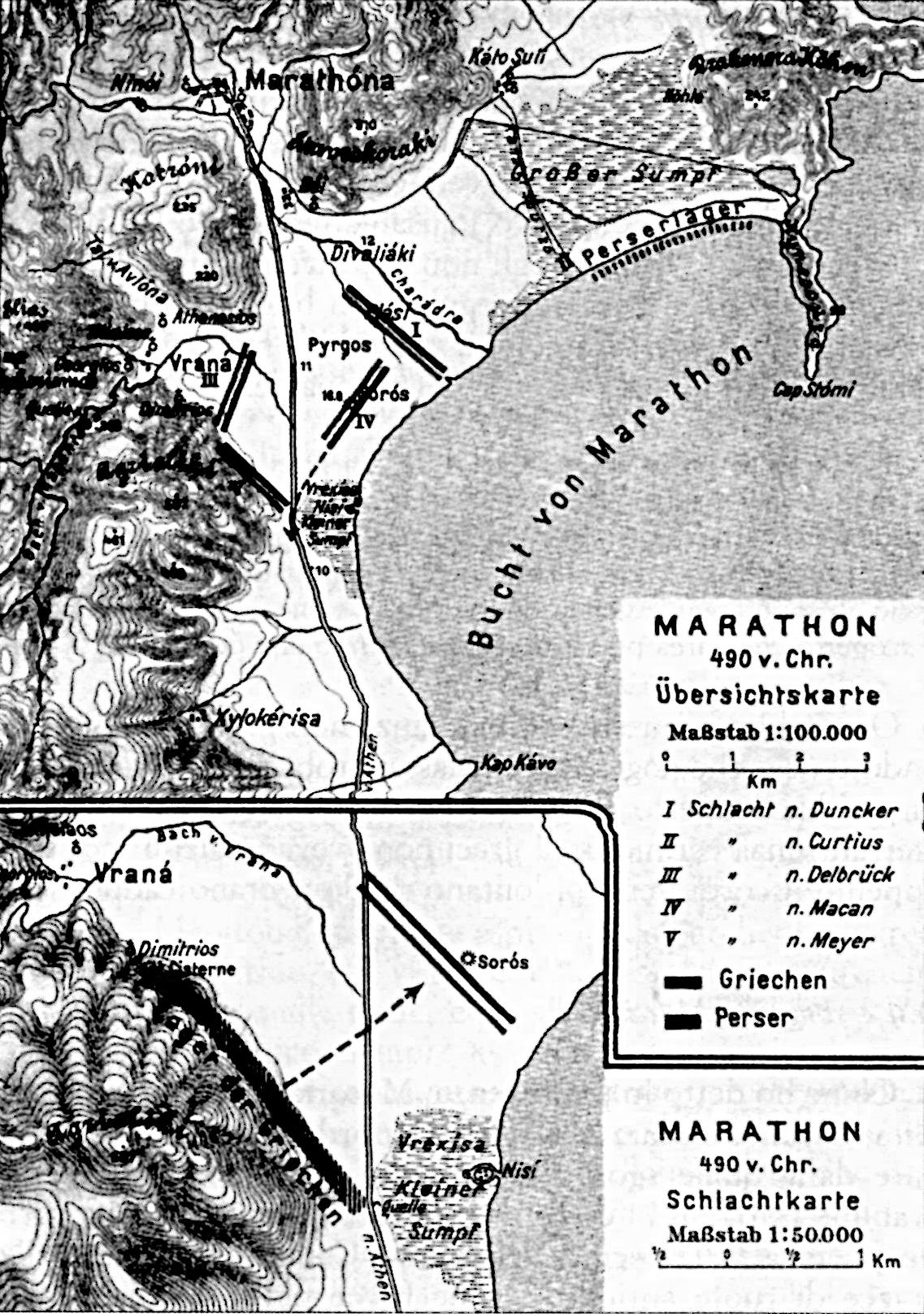
In questa mappa del 1921 (Johannes Kromayer, Drei Schlachten aus dem Griechisch-Roemischen Altertum) si possono notare varie proposte fatte tra l'Ottocento e i primi del Novecento riguardo agli schieramenti di Maratona

Callimaco, in quanto polemarco, comandava l'ala destra dello schieramento greco, mentre gli alleati Plateesi furono schierati in fondo all'ala sinistra; sull'ordine esatto delle tribù ateniesi, che citando Erodoto erano disposte "secondo il loro ordine", ci sono varie ipotesi. Le due tribù che costituivano la colonna centrale dello schieramento, ossia la tribù Leontide guidata da Temistocle e la tribù Antiochide guidata da Aristide, si schierarono su quattro ranghi contrariamente alle altre, che erano invece in fila per otto.
Sebbene possa apparire che tale schieramento fosse stato voluto per pareggiare in lunghezza quello persiano ed evitare così un possibile aggiramento sul fianco, alcuni studiosi moderni suggeriscono che questa decisione sia stata presa per permettere l'accerchiamento della colonna centrale persiana non appena avesse sfondato la fila centrale: tuttavia non si può essere sicuri di una simile tattica, che esula infatti dal pensiero militare greco dell'epoca. e che venne formalizzata per la prima volta solo nella battaglia di Leuttra (371 a.C.). Non è infine noto se a ordinare questa manovra sia stato Callimaco o Milziade.
Dell'altro esercito si sa soltanto che i Persiani e i Saci erano schierati al centro, mentre le ali riunivano truppe più deboli. Riguardo l'ambigua questione della cavalleria, molti propendono per l'ipotesi che fosse presente a Maratona nel momento della battaglia (Gordon Shrimpton, ad esempio, ha sostenuto che i Saci schierati al centro fossero cavalieri; è possibile che abbiano contribuito all'iniziale vittoria persiana al centro): vari storici pensano che la cavalleria fosse stata presa di sorpresa e non avesse avuto il tempo di prepararsi o che comunque non avesse potuto influenzare molto la battaglia (la falange era avvantaggiata negli scontri frontali ed era protetta sui fianchi dal monte Agrieliki e dal mare - se si segue l'ipotesi degli eserciti perpendicolari al mare), visto che Erodoto non la menziona.

### La carica greca
Erodoto afferma che la distanza fra le due armate al momento della battaglia era di almeno otto stadi, ovvero poco più di 1400 metri. Erodoto riferisce che gli Ateniesi, dopo aver officiato sacrifici agli dei che ebbero esito positivo, percorsero l'intera distanza che li separava dai nemici "di corsa" (in greco antico: δρόμοι?, anche se alcuni ritengono che si debba tradurre come "a passo veloce") e aggiunge che tutto questo provocò stupore tra le file persiane, dato che nessun altro esercito greco affrontato aveva mai iniziato una manovra del genere. In particolare, gli aggressori pensavano secondo Erodoto che gli Ateniesi fossero pazzi e destinati a morte certa poiché in svantaggio numerico, stanchi per la corsa, sprovvisti di cavalli e arcieri. Erodoto inoltre riporta che i Greci, prima di Maratona, considerassero l'esercito persiano invincibile: il solo nome dei Medi provocava il terrore tra di loro.
La presunta corsa di otto stadi non ha però convinto gran parte degli storici, che sono quasi tutti scettici riguardo alla sua veridicità.
- Secondo gran parte degli studiosi una corsa del genere sarebbe stata pressoché impossibile dal punto di vista fisico a causa del peso delle loro panoplie (secondo Hans Delbrück non avrebbero potuto coprire di corsa più di 120-150 metri) e per il fatto che, anche se fosse stata possibile, avrebbe probabilmente disunito i ranghi della falange e sarebbe quindi stata inutile o addirittura dannosa. Esperimenti compiuti da Walter Donlan e James Thompson negli anni 1970 alla Pennsylvania State University dimostrarono che, dopo una corsa di 1 760 metri a 11,2 km/h con 6,8 chili di equipaggiamento, tra i dieci giovani universitari da loro scelti uno solo era pronto a combattere, mentre due altri non erano neanche riusciti a coprire la distanza: conclusero che, tenendo presente una panoplia di 22-27 chili, un terreno sconnesso (simulato con una pendenza del 20%) e una velocità di 11,2 km/h, la falange non avrebbe potuto correre per più di 180 metri senza compromettere la propria operatività.[161] Di conseguenza molti appoggiano una teoria intermedia secondo la quale lo schieramento greco avrebbe prima marciato rapidamente, poi avrebbe proceduto di corsa una volta entrato nel raggio d'azione degli arcieri (circa 200-175 metri).[162]
- Alcuni storici sono invece del tutto convinti sulla fattibilità della corsa. Secondo Peter Krentz i Greci, abituati a una vita molto più attiva di quella degli studenti di oggi, sarebbero stati in grado di percorrere tale distanza a una velocità di almeno 7 km/h (che egli considera già un passo di corsa - rigetta quindi la misurazione di 12 km/h) indossando una panoplia di 13,5-22,5 chili (peso calcolato sulla base dei reperti venuti alla luce negli ultimi decenni): Krentz pensa che la corsa fosse necessaria per cominciare la battaglia prima dell'arrivo della cavalleria persiana. Puntualizzando inoltre che il termine in greco antico: ἀθρόοι? vada tradotto non come "in ordine serrato" bensì "tutti insieme", ritiene non del tutto scontato che i Greci si siano potuti sparpagliare durante l'avanzata.[163] Jim Lacey afferma che se i veterani ateniesi intervistati da Erodoto affermavano di aver corso per otto stadi, bisogna certamente credere alle loro parole, anche se è possibile che avessero marciato a passo veloce fino al punto in cui erano entrati nel raggio degli arcieri. Sembra però che gli esempi di Krentz e Lacey non siano realmente validi, in quanto fanno riferimento a soldati del XX secolo che possono usufruire di un addestramento specializzato e, per quanto potessero essere allenati i contadini greci, non erano mai stati sottoposti a esercizi specifici; inoltre anche Krentz e Lacey sembrano in alcuni punti dubitare che si trattasse di una corsa vera e propria. In conclusione, al momento è pressoché certo che l'avanzata greca sia stata una marcia a passo veloce, almeno fino a circa 200 metri dai Persiani.

### Svolgimento
Continuamente sotto tiro degli arcieri, gli Ateniesi avanzarono in direzione dei Persiani e si scontrarono con i reparti avversari. Questa è la descrizione dell'impatto fornita da Thomas Holland: 
(Tom Holland, Persian Fire, pp. 194-197)
Il vigoroso scontro provocò la frantumazione del settore centrale dell'esercito greco, pressato dal centro dello schieramento persiano; tuttavia le ali degli Ateniesi, più numerose rispetto alla consuetudine, riuscirono prima a bloccare l'avanzata dei settori laterali persiani e in seguito a chiudere sulla colonna centrale, che si trovò così circondata: gli uomini, in preda al panico, si ritirarono in disordine verso la flotta inseguiti dai Greci; alcuni soldati persiani corsero invece in direzione della Grande Palude, dove affogarono. Gli Ateniesi, costretto il nemico alla fuga in direzione delle navi, riuscirono a impadronirsi di sette triremi: le altre riuscirono a salpare.
Erodoto afferma che si combatté "a lungo" (in greco antico: χρόνος πολλός?), ma non specifica meglio la durata: non si comprende se nella sua definizione di durata si debbano o meno includere la preparazione, lo schieramento, i sacrifici rituali, il combattimento corpo a corpo, l'inseguimento, le cure ai feriti e il recupero dei caduti. Sebbene le informazioni in proposito siano pressoché inesistenti vari storici, rifacendosi allo scrittore romano Publio Vegezio Renato, ritengono che la battaglia sia durata due-tre ore o forse anche meno (come solitamente accadeva nell'antichità); altri, notando che Erodoto scrive che anche la battaglia di Imera durò "a lungo" e che poi specifica "dall'alba a tarda sera", pensano che pure a Maratona gli scontri si siano trascinati per tutto il giorno.

### Perdite
Secondo Erodoto gli Ateniesi persero 192 uomini: tra i morti figurava il polemarco Callimaco caduto combattendo presso le navi, lo stratego Stesilao figlio di Trasilao, Cinegiro fratello di Eschilo, la cui vicenda fu poi romanzata da Marco Giuniano Giustino. Il computo delle perdite è generalmente accettato perché è noto che Pausania fu testimone oculare della lista dei caduti divisi per tribù.
Per quanto riguarda i Persiani, invece, la cifra fornita da Erodoto di 6 400 caduti è oggetto di dibattito: nonostante sia stato fatto notare che gli Ateniesi, essendosi impegnati con Artemide a sacrificarle una capra per ogni Persiano ucciso, avrebbero dovuto conteggiarli con molta precisione, bisogna ricordare che secondo Pausania gran parte degli aggressori annegarono nella Grande Palude e che quindi non poterono essere contati.
- Stimando i Persiani in 20 000 o 30 000 unità, le 6 400 vittime, in percentuale, sono il 21,3% o il 32%. Tali numeri rapportati alle bassissime perdite ateniesi sono sembrati un po' alti; tuttavia più si analizzano battaglie recenti, come quelle ellenistiche o romane, e più le cifre relative a Maratona sembrano verosimili.
- Si può anche constatare che 6 400 diviso 192 dà come risultato 33,3 e siccome il 3 aveva un significato mistico per i Greci, la coincidenza appare strana. Erodoto potrebbe aver preso spunto da una tradizione esagerata che parlava di 19 200 morti persiani (100 caduti persiani per ogni caduto greco) e averla deliberatamente divisa per 3; poiché appare improbabile che gli Ateniesi abbiano contato i corpi persiani, anche questa ipotesi è verosimile.

Anche il numero delle navi persiane catturate dai Greci, sette secondo Erodoto, ha destato delle perplessità, dato che una vittoria del genere in teoria avrebbe permesso ai Greci di catturarne di più. È bene però sottolineare che la spiaggia dello sbarco aveva un accesso facilmente difendibile e che, forse, i vascelli erano approdati dentro la Grande Palude, che offriva numerosi punti per un veloce imbarco. Nell'opinione di coloro che sostengono la teoria della divisione dell'esercito persiano, le poche navi catturate sono indice della presenza di un modesto numero di truppe, il cui imbarco fu relativamente veloce. Non si può neppure escludere l'eventualità (seguendo il resoconto di Erodoto) che quando i Greci vittoriosi arrivarono alle navi persiane, probabilmente le truppe delle ali si erano già imbarcate. È infine incerto se Ippia prese parte ai combattimenti, anche se sembra difficile considerata l'età; secondo Giustino cadde in battaglia, secondo la Suda morì poco dopo la battaglia a Lemno.

## Dopo la battaglia

### Il segnale con lo scudo

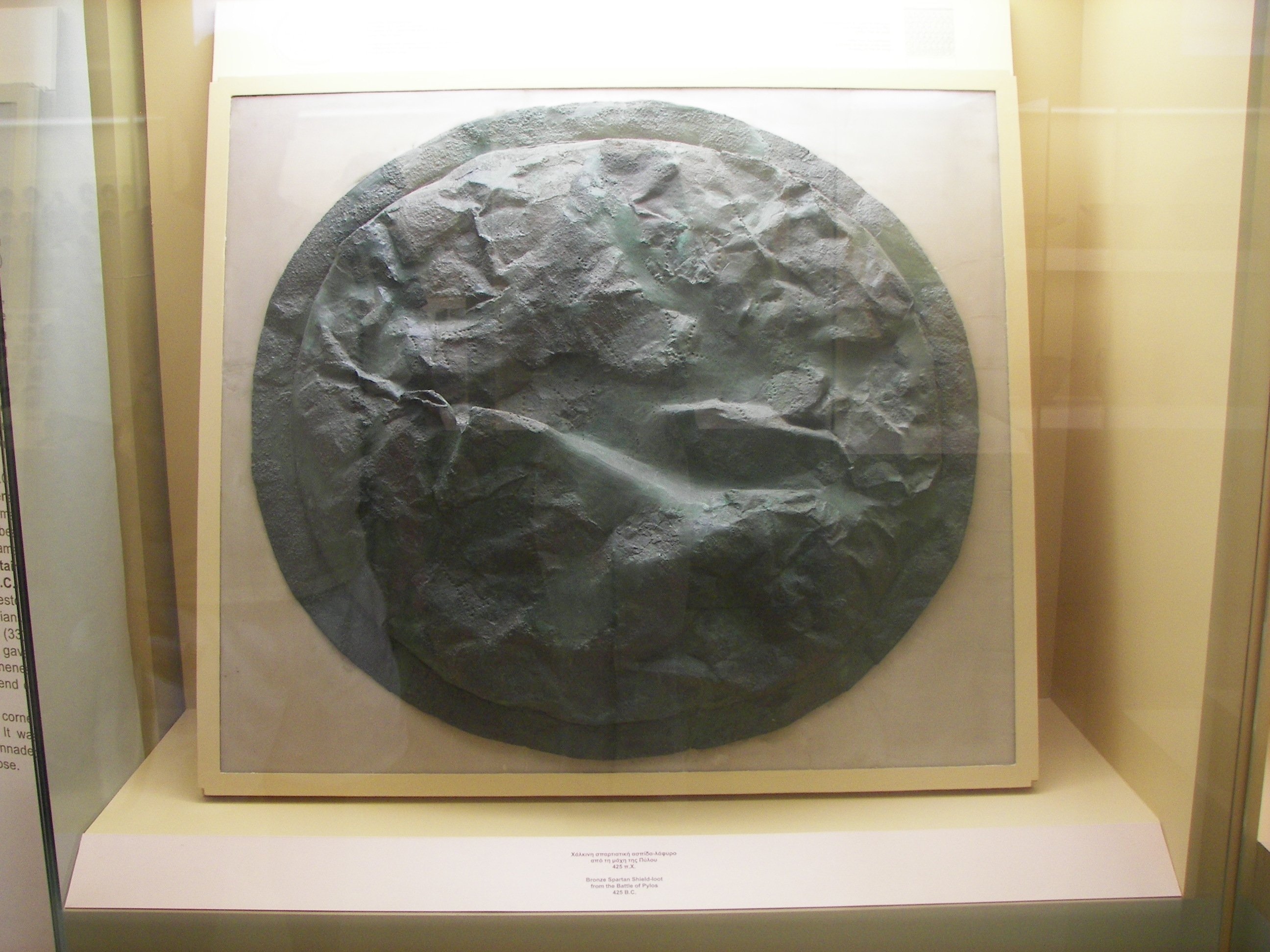
Un oplon spartano conservato al Museo dell'antica agorà ad Atene; lo scudo indicato da Erodoto (aspis) aveva una forma curva simile a questa

Erodoto riporta che dopo la battaglia qualcuno fece un segnale luminoso con uno scudo diretto alle navi persiane, un fatto secondo lui innegabile. Ad Atene c'era il sospetto che tale mossa fosse stata pianificata con l'appoggio della nobile famiglia degli Alcmeonidi, ma Erodoto respinge recisamente questa accusa, dato che secondo lui gli Alcmeonidi odiavano i tiranni e quindi non volevano un reinsediamento di Ippia; si diceva pure che gli Alcmeonidi avessero corrotto la Pizia per convincere gli Spartani a liberare Atene. In definitiva Erodoto dichiara di non essere in grado di indicare il responsabile di questo segnale.
Coloro che sostengono la veridicità del segnale sono divisi sulla localizzazione della sua sorgente, sul suo significato e sul responsabile del medesimo.
- Nel 1856 George Grote ritenne che il segnale, inviato dal Pentelico, fosse stato pianificato per avvenire prima della battaglia: avrebbe dovuto avvisare Dati che avrebbe potuto far sbarcare parte delle sue forze al Falero e che era tutto pronto per fargli prendere il controllo di Atene; sarebbe inoltre risultato utile per spaventare i Greci, inducendoli a dividere l'esercito e rendendo più evidente il loro svantaggio numerico rispetto ai Persiani.
- Nel 1896 J. B. Bury teorizzò che il segnale, avvenuto prima della battaglia, invitasse le navi persiane con a bordo la cavalleria a partire e sbarcare le truppe montate a sud dell'Agrieliki, tagliando così la ritirata verso Atene ai Greci; inoltre aggiunge che i segnalatori avrebbero potuto osservare la battaglia e segnalarne il risultato alla cavalleria, sollecitando un reimbarco in caso di sconfitta.
- Nel 1912 W. W. How e J. Wells pensarono che il segnale, inviato dal Pentelico, avvertisse gli aggressori che ad Atene la cospirazione era pronta e sono concordi nel dire che i Persiani, una volta imbarcatisi, avessero atteso questo messaggio prima di partire, temendo che gli Spartani fossero arrivati e avessero scoperto il piano.
- Nel 1929 P. K. Baillie Reynolds affermò che il segnale, data la distanza di circa 8 chilometri tra il Pentelico e le navi persiane, poteva significare solo un "sì" o un "no"; secondo lui il messaggio avvisava Dati del fallimento della cospirazione ad Atene ma il generale, sperando di vincere a Maratona, aveva provato comunque lo sbarco al Falero.
- Nel 1968 N. G. L. Hammond, basandosi sull'affermazione fatta da Erodoto che gli Ateniesi erano tornati in città prima del tramonto e sul tempo di percorrenza da Maratona ad Atene (secondo la sua esperienza personale otto-nove ore), ipotizza che gli Ateniesi siano partiti da Maratona alle 21:00 o alle 22:00: dunque il segnale doveva essere stato inviato alle 21:00 o dall'Agrieliki o dal Pentelico, utilizzando un disco rotondo, lucido e piatto.
- Nello stesso anno Peter Krentz riaprì il dibattito sostenendo che l'episodio dello scudo non era del tutto fasullo, data la sicurezza di Erodoto riguardo all'evento e considerato che Dati volle navigare fino al Falero prima di tornare in Asia: Krentz pensò che lo scudo avrebbe potuto essere distinto dai Persiani se fosse stato posto in cima a un bastone o sopra una casa del demo di Maratona e che, magari, lo scudo poteva essere parte di un codice architettato in precedenza (seguendo l'esempio di Krentz, il codice avrebbe potuto essere qualcosa di simile a questo: bandiera bianca = i nostri seguaci hanno il controllo della città; mantello rosso = sono arrivati gli Spartani; scudo = la città è ben difesa). Pur riconoscendo che è difficile scoprire la verità a 2500 anni di distanza, ritenne che questo episodio fosse sintomatico dei sospetti nutriti dagli Ateniesi circa la presenza di traditori in città, individuati da Krentz negli Alcmeonidi.

La veridicità del segnale è stata però messa più volte in dubbio.
- Nel 1895 Reginald Walter Macan liquidò l'episodio come un'invenzione dello storico, che al massimo avrebbe potuto avere come base il fraintendimento di un casuale riflesso di luce su uno scudo.
- Nel 1932 Frederick Barton Maurice si disse d'accordo con Macan: i Persiani non avrebbero potuto distinguere un singolo segnale, dato che la piana era piena di soldati armati di scudo, e argomentò anzi che fosse stato mandato a Milziade da alcuni esploratori, collocati da lui stesso sul Pentelico per sorvegliare le mosse della flotta persiana. Il segnale sarebbe stato travisato dai soldati greci come opera di traditori.
- Nel 1937 Harris Gary Hudson avallò completamente le opinioni di Maurice: in particolare ipotizzò che il segnale avrebbe avvisato Milziade del fatto che Dati aveva reimbarcato parte del suo esercito e l'avrebbe quindi invitato ad attaccare; Dati sarebbe poi andato al Falero sperando di ricevere un segnale positivo dai cospiratori ateniesi, ma non scorgendolo sarebbe tornato in patria.
- Nel 1992 John Francis Lazenby, dopo aver riflettuto sul fatto che dalle montagne un segnale non sarebbe stato visibile, che c'erano troppi scudi nella piana perché i Persiani potessero distinguerne uno in particolare e che comunicare ai Persiani che la cospirazione aveva avuto successo era inutile dopo la battaglia, conclude affermando che probabilmente il segnale era una delle tante dicerie anti-Alcmeonidi sorte all'inizio degli anni 480 a.C. Nel 1997 James P. Holoka, ricordando quanto sarebbe stato difficile per i Persiani individuare quello scudo tra le migliaia presenti sulla piana, concordò con Lazenby sulla probabile inesistenza del segnale, sottolineando la possibilità che i soldati sovraeccitati dallo scontro se lo siano immaginato.
- Nel 1993 J. A. S. Evans, spiegando che uno scudo oplitico non potrebbe inviare un segnale visibile a una certa distanza, affermò che il segnalatore avrebbe dovuto essere appostato sul tetto di una casa del demo di Maratona: tuttavia l'accusa mossa agli Alcmeonidi e non (come invece sarebbe risultato più logico) al capo del partito favorevole al ritorno Ippia, ha indotto anche Evans a credere che l'episodio sia stato di fatto inventato.
- Nel 2001 A. Trevor Hodge riuscì a provare mediante le leggi dell'ottica che è impossibile realizzare un segnale visibile a una grande distanza con uno scudo oplitico, dato che la sua superficie curva non è adatta a questo scopo: a 100 metri la forza del raggio di luce osservato è ridotta allo 0,0001% di quella iniziale, mentre a 8 chilometri (la distanza tra il Pentelico e flotta persiana) ne resta soltanto lo 0,000 0007%. Anche con un disco piatto (come suggerito da Hammond), però, ci sono dei problemi: per quanto il segnale sia visibile anche a vari chilometri (Hodge afferma di esserci riuscito su una distanza di 5,5 chilometri), è difficile allinearlo con chi lo deve ricevere e il segnalante non ha modo di sapere se questi l'ha visto e compreso.
- Nel 2005 Lionel Scott, riesaminando le teorie precedenti, ha concluso che il segnale è probabilmente un'invenzione di Erodoto, in buona o cattiva fede. Nel 2010 Richard A. Billows, con ragioni simili, afferma che l'episodio è dubbio e che potrebbe essere un'invenzione degli avversari politici degli Alcmeonidi.

In definitiva sembra che gran parte degli studiosi sia unanime sulla probabile inesistenza del segnale, sia per evidenti difficoltà tecniche sia per problemi di inverosimiglianza dovuti alla forte connotazione politica dell'episodio stesso, che sembra appunto una voce messa in giro dagli avversari degli Alcmeonidi. Nonostante ciò, la questione è certamente aperta e non mancano teorie contrarie anche recenti.

### La leggendaria corsa di Fidippide
Una leggenda attribuita tradizionalmente a Erodoto, ma divulgata da Plutarco, che a sua volta cita Eraclide Pontico nell'opera Sulla gloria degli Ateniesi, sostiene che Fidippide (chiamato da Plutarco Eucle o Tersippo) dopo la battaglia sarebbe corso fino ad Atene dove, pronunciata la celebre frase "Abbiamo vinto" (in greco antico: Νενικήκαμεν?, Nenikèkamen), sarebbe morto per lo sforzo. Anche Luciano di Samosata riporta la stessa leggenda, chiamando il corridore Filippide, nome preferito a Fidippide nel Medioevo, ma oggi poco diffuso.
Gli storici ritengono che questa leggenda sia solamente una fusione della reale corsa fino a Sparta compiuta dall'emerodromo prima della battaglia per chiedere il sostegno dei Lacedemoni agli Ateniesi contro l'aggressione persiana; la faticosa marcia da Maratona ad Atene fu infatti compiuta dagli Ateniesi dopo la battaglia per anticipare un possibile sbarco persiano davanti alla città.

### La marcia dell'esercito greco verso Atene
Erodoto riferisce che appena finita la battaglia la flotta persiana, dopo aver preso a bordo i prigionieri di Eretria che aveva lasciato presso l'isola di Styra, circumnavigò Capo Sunio diretta verso il Falero; gli Ateniesi, accortisi del pericolo incombente sulla loro città, vi tornarono a marce forzate con la massima fretta e si accamparono presso il santuario di Eracle a Cinosarge, anticipando l'arrivo dei Persiani: costoro, una volta arrivati, restarono per un po' ancorati davanti alla costa ma infine rinunciarono e fecero vela per l'Asia. Plutarco sottolinea che gli Ateniesi lasciarono a Maratona il contingente della tribù Antiochide comandato dallo stratego Aristide per sorvegliare i prigionieri e il bottino, mentre il resto dell'esercito si precipitava ad Atene; quest'ultimo particolare sembra sottinteso da Erodoto, che però non lo afferma espressamente.
L'affermazione di Plutarco sembra convalidare un dato sottinteso da Erodoto ma non è unanimemente accettata dagli studiosi, visto che alcuni sostengono un rientro ad Atene nello stesso giorno, mentre altri lo posticipano al giorno dopo. Vi sono varie ragioni per sostenere la prima ipotesi.
- Nel 1856 George Grote ipotizzò che Milziade avesse fatto tornare l'esercito ad Atene in giornata perché, allertato dal segnale con lo scudo, temeva di arrivare tardi e permettere così ai traditori di consegnare la città ai Persiani. Nel 2007 Tom Holland ha affermato qualcosa di simile, sostenendo che alla vista del segnale i soldati si precipitarono ad Atene dove si trovavano le loro famiglie indifese. Nel 2011 Jim Lacey, senza fare cenno al segnale, pensa che per convincere gli Ateniesi a tornare ad Atene in giornata sia bastata la vista delle navi persiane in rotta verso il Falero.
- Nel 1901 G. B. Grundy sostenne che era necessario che gli Ateniesi si affrettassero perché una parte del contingente persiano, divisosi prima della battaglia, era già in viaggio per il Falero; John Arthur Ruskin Munro nel 1926 appoggiò questa teoria, puntualizzando che il contingente diretto ad Atene era quello di Artaferne.
- Nel 1964 N. G. L. Hammond (appoggiato nel 1984 da A. R. Burn) ritenne che oltre al timore per i traditori presenti in città, ci fosse davvero bisogno di affrettarsi per precedere la flotta persiana, dato che le navi fenicie potevano percorrere in sole otto ore la distanza di 58 miglia nautiche tra Maratona e il Falero, a patto di avere condizioni meteorologiche che garantissero una velocità di 7 nodi; secondo Hammond tuttavia la velocità effettiva sarebbe stata di 6,5 nodi per un totale di nove ore di viaggio.
- Nel 2010 Richard A. Billows, pur affermando che mantenere per l'intero percorso la velocità di 7 nodi era molto difficile, pensa che alla velocità di 6 nodi i Persiani avrebbero potuto giungere al Falero in dodici ore, prima che facesse buio; gli Ateniesi secondo lui avrebbero diviso l'esercito in due parti, quindi i più giovani avrebbero percorso la strada montana, di circa 35 chilometri, in modo da giungere al Falero il più velocemente possibile (sei o sette ore; secondo Billows bastava un piccolo gruppo di soldati per spaventare i Persiani), mentre i più anziani avrebbero seguito la meno erta strada costiera, di circa 40 chilometri, arrivando in seguito.

Molte, però, sono anche le ragioni di chi sostiene l'impossibilità e l'inutilità di questa marcia massacrante.
- Nel 1951 Lionel Casson criticò gli storici precedenti per le loro ipotesi sulla velocità delle navi persiane, poiché la velocità di una flotta viene regolata sulle imbarcazioni più lente: in base ai suoi studi su quindici viaggi diversi, poteva essere compresa tra i 2 e i 3 nodi con vento favorevole e solo tra 1 e 1,5 nodi con vento contrario; con queste prestazioni le navi persiane non sarebbero mai giunte al Falero prima del buio. Nel 1974-75 A. Trevor Hodge, confermando le teorie di Casson, aggiunse che la distanza tra Maratona e il Falero era compresa tra 66 e 90 miglia, elencò cinque fattori che potevano influenzare una flotta in questo tragitto (i venti che fino all'inizio di settembre soffiano regolarmente fino a sera, la composizione della flotta, la pesantezza del mare, il percorso più o meno vicino alla costa, l'urgenza della situazione) e sottolineò quanto sia problematico compiere un viaggio a "U" come questo mantenendosi in posizione favorevole per il vento; in conclusione un viaggio del genere, pur non essendo particolarmente pericoloso, era molto difficile da compiere con rapidità. Hodge inoltre evidenziò che la flotta, dovendo attendere i vascelli che trasportavano i cavalli (elemento fondamentale per lo sbarco al Falero), probabilmente navigò tutta unita alle velocità indicate da Casson: secondo i calcoli di Hodge, quindi, la flotta persiana avrebbe impiegato 10-15 ore fino al Sunio con vento favorevole più altre 20-30 fino al Falero con vento sfavorevole, per un totale compreso tra le 30 e le 45 ore di viaggio. Secondo Hodge le stime di Hammond sono inverosimili, visto che mantenere 6,5 o 7 nodi per tutto il tragitto sarebbe stato impedito per almeno metà percorso dai venti sfavorevoli; a sostegno della sua confutazione Hodge fece presente che nell'America's Cup del 1967 la nave vincitrice, l'Intrepid, aveva mantenuto una velocità media di 6,5 nodi, che sembra quindi assurda per un vascello persiano del 490 a.C.
- Nel 1993 J. A. S. Evans, accettando le conclusioni di Hodge, ritenne che gli Ateniesi non si siano affrettati a tornare in Atene in giornata perché sarebbe stato inutile, mentre pensa che Dati abbia compiuto questo tentativo anche per poter riferire a Dario che ci aveva provato.
- Nel 1997 James P. Holoka ipotizzò che la battaglia fosse durata dalle 7:30 alle 13:30 circa e che gli Ateniesi non avrebbero potuto essere pronti per partire prima delle 14:30; una volta in marcia avrebbero potuto sfruttare solo quattro ore di luce. Calcolò quindi che i 45 chilometri da percorrere per tornare ad Atene, da farsi alla ridotta velocità di 2,4 km/h, avrebbero richiesto un totale di quattordici ore, di cui dieci al buio. Poiché gli uomini erano reduci da combattimenti durati quattro ore sotto il sole e indossavano circa 30 chili di armatura, sembra davvero impossibile che gli Ateniesi siano potuti tornare in città lo stesso giorno della battaglia; come prova ulteriore Holoka aggiunge che un tragitto di circa 60 chilometri (comprensivi di battaglia e ritorno ad Atene) in un solo giorno non è mai stato registrato per alcun esercito dell'antichità: la massima distanza fu raggiunta dall'esercito macedone, circa 30 chilometri. Nel 2010 Peter Krentz si disse d'accordo con Holoka.

In conclusione, per quanto in base agli studi di Casson, Hodge e Holoka sembri evidente che la marcia non sia avvenuta nello stesso giorno della battaglia, gli storici sono tuttora in disaccordo su questo punto.

### La sepoltura dei caduti
Secondo Peter Krentz Aristide, rimasto sul campo di battaglia con le proprie truppe, ordinò di cominciare i preparativi per la cremazione delle salme degli Ateniesi dopo la partenza del resto dell'esercito: il luogo prescelto venne contrassegnato con uno strato di sabbia e di terra verdastra, sopra vi fu costruito un basamento in mattoni per la cremazione, largo circa 1 metro e lungo 5, che sostenne la pira. In quel luogo fu poi costruito il tumulo che divenne noto come "Soros", sulla cui cima furono apposte delle lapidi che riportavano i nomi dei 192 caduti divisi per tribù di appartenenza. Questo è l'epigramma composto da Simonide per i caduti:
(Epigramma di Simonide)
I Plateesi e gli schiavi caduti in battaglia furono sepolti in un secondo tumulo, la cui localizzazione è discussa.
L'esercito spartano giunse a Maratona solo il giorno successivo, dopo aver percorso 220 chilometri in soli tre giorni: desiderava vedere i caduti dello scontro. Gli Spartani, dopo aver avuto modo di visitare il campo di battaglia per vedere i corpi dei Persiani, convennero nell'affermare come la vittoria ateniese fosse stata un vero trionfo.
Dopo questa visita i Persiani furono sepolti in una fossa comune, forse scoperta nel 1884-85 da Hauptmann Eschenburg.

## Ragioni della vittoria greca
Uno degli aspetti più sorprendenti della vittoria greca risiede nella gigantesca sproporzione tra le forze potenziali contrapposte: nel 490 a.C. Atene contava circa 140 000 abitanti, mentre l'impero persiano, che in settanta anni aveva conquistato gran parte del mondo conosciuto creando il più grande dominio della storia fino a quell'epoca, ne contava da diciassette a trentacinque milioni. I motivi principali che spiegano questo risultato inaspettato sono, secondo gli storici, la presenza di migliori comandanti e armi dalla parte dei Greci, nonché l'inefficacia delle tattiche persiane adottate per questa battaglia.
Riguardo alla superiorità tattica, i cui meriti sono da attribuire a Callimaco e Milziade (non si sa esattamente a chi dei due vada il maggior onore), si può constatare come la duttilità dello schieramento alla situazione sia stato un aspetto fondamentale. Generalmente la strategia utilizzata dagli eserciti ellenici prevedeva che l'annientamento del fronte nemico avvenisse mediante l'impiego della falange oplitica negli scontri corpo a corpo, anche perché la tattica sviluppatasi in Grecia non teneva in considerazione l'utilizzo in battaglia degli toxotai (arcieri) e degli hippikon (cavalieri). La falange, quindi era ottima negli scontri frontali, ma la cavalleria nemica poteva colpirla sui fianchi o romperne lo schieramento sfruttando i varchi lasciati da coloro che venivano uccisi o travolti. 
L'allungamento, in questo caso, dello schieramento per eguagliare quello persiano ottenuto indebolendo il centro; l'attacco di corsa forse voluto per anticipare l'intervento della cavalleria (probabilmente iniziato quando i fanti giunsero a tiro degli arcieri), e infine l'accerchiamento del centro persiano furono decisivi per il corso della battaglia.
Circa l'inefficacia delle tattiche persiane, è stato fatto notare come lo stile di combattimento persiano fosse adatto alle sterminate pianure asiatiche più che alle modeste, strette e irregolari piane greche, dove il potere di manovra della cavalleria era in parte annullato. Infatti la strategia adottata dall'esercito persiano prevedeva la rottura del fronte nemico mediante un massiccio impiego degli arcieri e della cavalleria, che nelle sconfinate pianure asiatiche causavano ingenti perdite e disorientavano gli avversari, i quali venivano poi annientati dall'intervento della fanteria. La cavalleria, elemento fondamentale della tattica persiana, era armata alla leggera (con arco e giavellotto) e quindi era molto veloce e manovrabile.
Sembra che a differenza dei Greci, i Persiani non abbiano in alcun modo tentato di adattare alla situazione il loro schieramento. Sull'assenza o sulla scarsa importanza nello scontro della cavalleria persiana, così importante nelle tattiche di questo esercito, sono state proposte varie ipotesi: il reimbarco prima della battaglia, i cavalli si stavano ancora abbeverando, partecipò alla battaglia ma la sua azione risultò poco incisiva contro l'esercito greco, disciplinato e pesantemente armato.
Fondamentale è infine la superiorità dell'armamento ellenico: l'esercito persiano dipendeva strettamente dai suoi arcieri, a piedi o a cavallo, ma l'uso che i Greci facevano di elmo corinzio, panoplia e schinieri misero in seria difficoltà la loro efficacia.
- Nel 1977 P. H. Blyth, studiando l'efficienza delle frecce persiane durante le omonime guerre, affermò che queste erano inadatte al combattimento contro i Greci perché i Persiani si erano concentrati sulla gittata ma non sulla potenza di perforazione: partendo con una energia di 35 joule, si riduceva a 30 J dopo 50 metri, a 26 J dopo 100 metri e a 20 J dopo 200 metri, generando energia cinetica del tutto insufficiente a perforare un'armatura di bronzo (per la quale servivano da 31,4 a 41,2 J); di conseguenza, a meno di non raggiungere delle aree vulnerabili (principalmente occhi, braccia e cosce), i Persiani dovevano scagliare i dardi sotto i 50 metri per centrare con sufficiente potenza i loro obiettivi.
- Nel 1991 Richard A. Gabriel e Karen S. Metz, analizzandone la vulnerabilità alle frecce, stabilirono che un oplita alto circa 1,73 metri e pesante circa 75 chili esponeva 0,33226 m² di superficie vulnerabile, che una freccia scagliata da circa 230 metri aveva il 22% di possibilità di colpirlo, della quale il 10,8% in un punto vulnerabile. Calcolarono quindi che su 1 000 frecce scagliate da 230 metri 120 colpivano dei soldati, dei quali tre o quattro rimanevano uccisi; tuttavia l'utilizzo dello scudo di concerto con l'armatura proteggeva gran parte delle aree vulnerabili e sebbene una freccia scagliata a 60 m/s produca circa 64 N·m di energia, essa non raggiunge la potenza sufficiente (103 N·m) a trapassare un'armatura di bronzo. I due studiosi dichiararono dunque che le frecce arrecavano ben pochi danni fisici agli opliti e al massimo potevano spaventare gli uomini più inesperti.
- Nel 2009 Christopher Matthews ha eseguito un test che simulava una schiera di venti opliti avanzanti sotto il tiro di un gruppo di arcieri. Ha notato che in soli tre casi gli opliti sono stati colpiti in zone sensibili (braccio destro, mano destra, stinco sinistro - questo in realtà avrebbe dovuto essere coperto dagli schinieri), mentre il resto dei dardi era stato neutralizzato dall'equipaggiamento protettivo o non aveva centrato il bersaglio.

Nel corpo a corpo lo scontro era nettamente a vantaggio dei Greci, meglio organizzati e provvisti di armamento pesante. I Persiani utilizzavano lance lunghe da 1,8 a 2 metri e spade lunghe da 0,38 a 0,41 metri, armi adatte contro un esercito demoralizzato, disorganizzato e già in parte scompaginato da arcieri e cavalleria; le lance greche invece andavano da 2,1 a 2,7 metri e le spade da 0,61 a 0,74 metri. I Persiani disponevano di uno scudo di vimini, solitamente usato per difendersi dalle frecce, e solo una minoranza di uomini vestiva una leggera armatura a scaglie; gran parte delle truppe sulle ali ne era totalmente sprovvista. I Greci invece impugnavano uno scudo di legno rivestito di bronzo, usato non solo per difendersi ma anche come arma addizionale, e indossavano elmi di eccellente fattura per prevenire ferite alla testa. Molti storici hanno altresì sottolineato come gli Ateniesi abbiano combattuto per la libertà, una causa che dette loro una forte motivazione ideologica a resistere e vincere.
In conclusione i Persiani, tatticamente inferiori, quasi privi di addestramento negli scontri ravvicinati, dotati di armi inferiori e protetti in modo inadeguato, furono sì abili nello sconfiggere il centro greco, ma alla fine dovettero soccombere alla superiorità ellenica e subirono una grave sconfitta.

## Significato

### Nell'antichità

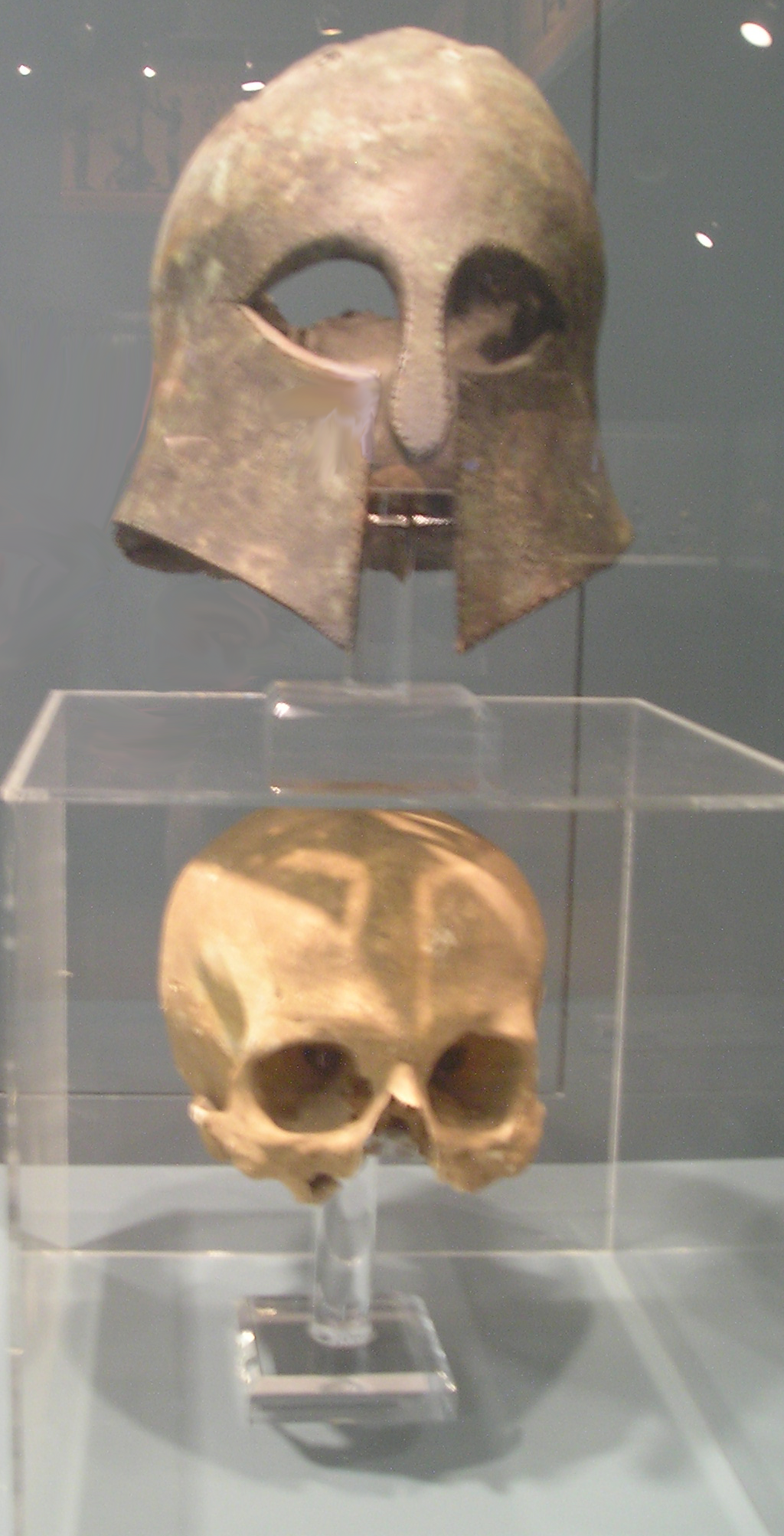
Elmo corinzio con il teschio trovato al suo interno: risalenti forse alla battaglia di Maratona, sono ora conservati al Royal Ontario Museum di Toronto

La sconfitta di Maratona intaccò marginalmente le risorse militari dell'impero achemenide e non ebbe ripercussioni al di fuori della Grecia; la propaganda persiana per ovvi motivi non ammise la sconfitta e Dario I si preparò subito a una rivincita. In seguito all'incendio di Persepoli, avvenuto con la conquista della città da parte di Alessandro Magno 160 anni più tardi, non ci sono rimaste testimonianze scritte contemporanee alla battaglia ma Dione Crisostomo, vissuto nel I secolo a.C., rese noto che i Persiani miravano solo a occupare Nasso ed Eretria e che solo un piccolo contingente si era scontrato a Maratona: questa versione, pur contenendo buona parte di verità, resta comunque una versione politica di un avvenimento increscioso.
Al contrario, in Grecia tale trionfo ebbe un enorme valore simbolico per le poleis: si era infatti trattato della prima sconfitta inferta dai singoli eserciti cittadini all'esercito persiano, la cui invincibilità era stata smentita. Inoltre la vittoria dimostrò come fosse possibile difendere l'autonomia cittadina dal controllo achemenide.
(J. F. C. Fuller)
La battaglia fu significativa per la formazione della giovane democrazia ateniese, segnandone l'inizio dell'età d'oro: dimostrò infatti che la coesione cittadina rendeva possibile far fronte a situazioni difficili o disperate. Prima della battaglia Atene era solo una polis tra le tante, ma dopo il 490 a.C. ottenne un prestigio tale da poter poi rivendicare la sua posizione di guida della Grecia (e poi della lega delio-attica) nella lotta contro i cosiddetti "barbari".
Nella tradizione ateniese le vittorie di Maratona e di Salamina venivano spesso ricordate assieme: a volte Salamina aveva la precedenza perché l'invasione fronteggiata era stata più imponente, aveva allontanato i Persiani definitivamente e rappresentava l'inizio della potenza navale ateniese del V e del IV secolo a.C., ma nell'arte, nei monumenti, nelle opere teatrali e nelle orazioni (specialmente quelle "funebri" in onore dei caduti in battaglia) Maratona era citata per prima come esempio di eccellenza (in greco antico: ἀριστεία?). L'importanza data a Maratona dagli Ateniesi è testimoniata anche dai numerosi monumenti dedicatele: l'affresco della Stoà Pecile (metà del V secolo a.C.), l'ingrandimento del Soros abbellito anche dall'epigramma di Simonide, l'edificazione di un monumento a Milziade a Maratona e di un secondo presso l'oracolo di Delfi (metà del V secolo a.C., voluti probabilmente da Cimone in onore del padre). Forte fu l'influenza culturale dello scontro: il celebre drammaturgo ateniese Eschilo nel suo epitafio considerò la partecipazione alla battaglia come l'impresa più importante della propria vita, tanto da oscurare la sua stessa attività artistica:
(Epitafio di Eschilo)
Inoltre i veterani di Maratona (in greco antico: Μαραθωνομάχαι?) sono spesso citati da Aristofane nelle sue commedie come la massima espressione di quello che i cittadini ateniesi potevano essere, ed erano stati, nella loro forma migliore.
Maratona consacrò infine la potenza e l'importanza nel pensiero militare legati allo schieramento oplitico, fino ad allora considerato inferiore alla cavalleria. Sviluppato dalle singole poleis greche durante le loro guerre intestine, non aveva potuto mostrare le sue reali possibilità dato che gli eserciti cittadini combattevano secondo le stesse modalità e non si confrontavano quindi con un esercito uso a un differente stile bellico: evento verificatosi a Maratona contro i Persiani, che avevano fatto del massiccio impiego di arcieri (anche montati) e di truppe armate alla leggera il pilastro portante della loro tattica. La fanteria era infatti sì vulnerabile alla cavalleria (come si evince dalla prudenza greca nella battaglia di Platea) ma, se usata nelle giuste circostanze, poteva rivelarsi decisiva.

Moneta da 2 € greca del 2010 che commemora il 2500º anniversario della battaglia di Maratona. Al centro della moneta, sulla sagoma di uno scudo, è raffigurato un corridore guerriero, emblema della lotta per la libertà e dei nobili ideali che la battaglia di Maratona rappresenta. L'uccello sullo scudo simboleggia la nascita della civiltà occidentale nella sua forma attuale.

### Opinioni moderne
Nel 1846 John Stuart Mill si espresse sostenendo come la battaglia di Maratona fosse stata più importante della battaglia di Hastings per la storia dell'Inghilterra mentre Edward Shepherd Creasy, nel 1851, la inserì nel suo saggio Le quindici decisive battaglie del mondo; nel Settecento e nell'Ottocento era ampiamente diffusa l'opinione che la vittoria di Maratona fosse stata fondamentale per la nascita della civiltà occidentale (secondo John F.C. Fuller Maratona era stata "il primo vagito dell'Europa"), come dimostrato da molti scritti coevi.
A partire dal Novecento, specialmente dopo la prima guerra mondiale, molti studiosi si sono discostati da questo filone di pensiero: suggerirono che i Persiani avrebbero potuto influenzare positivamente la Grecia, sempre dilaniata dalle guerre fratricide tra le poleis, e fecero notare come la battaglia di Maratona ebbe, in definitiva, un peso notevolmente minore rispetto alle Termopili, a Salamina e a Platea; alcuni storici, però, si sono opposti a quest'ultimo punto, dichiarando che Maratona, rimandando la seconda invasione persiana, diede il tempo agli Ateniesi di scoprire e sfruttare le miniere di argento del Laurio, i cui proventi finanziarono la costruzione della flotta di 200 triremi voluta da Temistocle; furono queste le navi che, nel 480 a.C., fronteggiarono e tennero testa ai Persiani all'Artemisio e a Salamina. Nonostante tali nuove prospettive, alcuni storici del Novecento e contemporanei hanno continuato a considerare Maratona una svolta fondamentale per la storia greca e occidentale.

## Leggende correlate

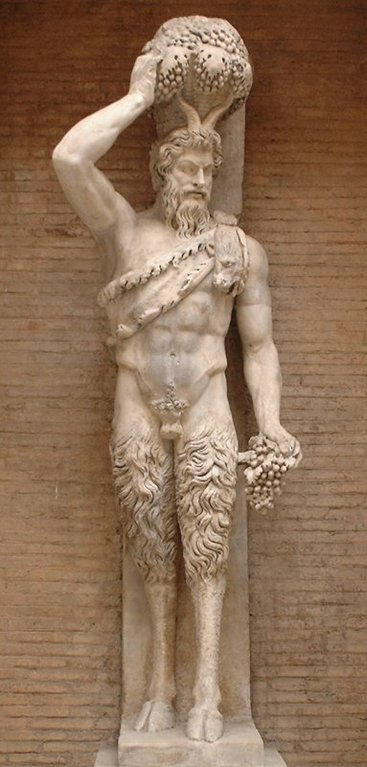
Statua di Pan, Musei capitolini, Roma

### Intervento di divinità
La più celebre tra le leggende associate alla battaglia di Maratona è quella che riguarda il leggendario emerodromo Fidippide, che secondo quanto riportato da Luciano di Samosata annunciò agli Ateniesi la vittoria dopo aver corso per 40 chilometri da Maratona ad Atene.
Si racconta pure che Fidippide avesse in precedenza raggiunto Sparta correndo per chiedere l'appoggio degli Spartiati nella battaglia: Erodoto riporta che egli aveva anche visitato il tempio di Pan durante l'andata o il ritorno. Pan avrebbe domandato all'intimorito Fidippide perché gli Ateniesi non lo onorassero e lui avrebbe risposto che da allora innanzi l'avrebbero fatto: il dio, fiducioso della promessa fatta e comprendendo la buona fede del corridore, sarebbe poi comparso durante la battaglia, facendo cadere nel panico i Persiani. In seguito venne dedicata a Pan un'ara sacra posta a nord dell'Acropoli, nella quale venivano eseguiti sacrifici annuali.
Allo stesso modo gli Ateniesi dedicarono sacrifici ad Artemide Cacciatrice (in greco antico: ἀγροτέρας θυσία?, agrotèras thysìa) durante un'apposita festività, memori di un voto fatto dalla città alla dea prima della battaglia, che impegnava i cittadini a immolarle un numero di capre pari a quello dei nemici uccisi in battaglia: essendo il numero troppo elevato, si decise di offrire 500 capre all'anno. Senofonte riporta come tale usanza fosse viva anche nel periodo a lui contemporaneo, circa novanta anni dopo il conflitto.

### Intervento di eroi
Plutarco menziona che gli Ateniesi dissero di aver visto il fantasma del mitico re Teseo durante la battaglia: tale supposizione è sostenuta pure dalla sua raffigurazione nel dipinto murale della Stoà Pecile, nella quale combatte affiancato da altri eroi e dai dodici dei dell'Olimpo. Secondo Nicholas Sekunda questa leggenda potrebbe essere frutto della propaganda fatta negli anni 460 a.C. da Cimone, figlio di Milziade.
Pausania riporta che avrebbe partecipato alla battaglia anche un contadino dalle sembianze rozze, che dopo aver fatto strage di Persiani con un aratro sarebbe scomparso nel nulla; quando gli Ateniesi andarono a consultare in proposito l'oracolo di Delfi, Apollo rispose loro di venerare come un eroe Echetlo ("dal manico di aratro").
Un'altra misteriosa presenza che avrebbe combattuto la battaglia di Maratona sarebbe stata, secondo Claudio Eliano, un cane appartenente a un militare ateniese, che l'aveva condotto con sé nell'accampamento: pure tale animale sarebbe riprodotto nel dipinto della Stoà Pecile.

### Epizelo
Erodoto riferisce che durante la battaglia un ateniese chiamato Epizelo rimase accecato in modo permanente senza essere stato ferito; Erodoto narra anche che Epizelo era solito raccontare di essere stato assalito da un oplita gigantesco, la cui barba copriva per intero il suo scudo, che passandogli accanto aveva ucciso il soldato di fianco a lui.
Nonostante la responsabilità di tale fatto sia stata attribuita dallo storico a Marte, potrebbe trattarsi di un caso di disturbo post traumatico da stress: tale spiegazione sarebbe concorde sia col racconto di Erodoto, sia con un eccessivo livello di cortisone nel sangue del soldato posto di fronte a una situazione obiettivamente stressante. L'eccesso di cortisone avrebbe portato al collasso dei capillari nella parte posteriore dell'occhio e quindi a una retinopatia sierosa centrale.

### Cinegiro
Fratello del più celebre Eschilo, secondo Erodoto l'ateniese Cinegiro dimostrò un eccezionale coraggio cercando di trattenere una nave persiana con la mano destra e morendo quando un Persiano gliela mozzò; Marco Giuniano Giustino aggiunse che, dopo aver perso la mano destra, si aggrappò alla prua della nave prima con la sinistra e poi, tranciatagli anche questa, con i denti. Il suo leggendario coraggio ispirò Plutarco, Valerio Massimo, Svetonio, Marco Antonio Polemone e, secondo Plinio il Vecchio, pure il pittore Paneno.

## Fatti successivi
Negli anni successivi Dario cominciò a radunare una seconda sterminata armata per sottomettere la Grecia: tale piano fu rimandato a causa dell'insurrezione dell'Egitto, conquistato in precedenza da Cambise II di Persia. Dario morì poco dopo e fu suo figlio Serse I, succedutogli al trono, a domare la ribellione; riprese quindi con rapidità i preparativi per la campagna militare contro la polis di Atene e più in generale contro tutta la Grecia.
La seconda guerra persiana ebbe inizio nel 480 a.C. con la battaglia delle Termopili, segnata dalla gloriosa sconfitta degli opliti greci condotti dal re di Sparta Leonida I e con la battaglia navale di Capo Artemisio, che vide invece confronto dall'esito indeciso tra le due flotte. Nonostante il difficile inizio, la guerra si concluse con tre vittorie elleniche, rispettivamente a Salamina (che segnò l'inizio della riscossa greca), a Platea e infine a Micale.

## La corsa della maratona

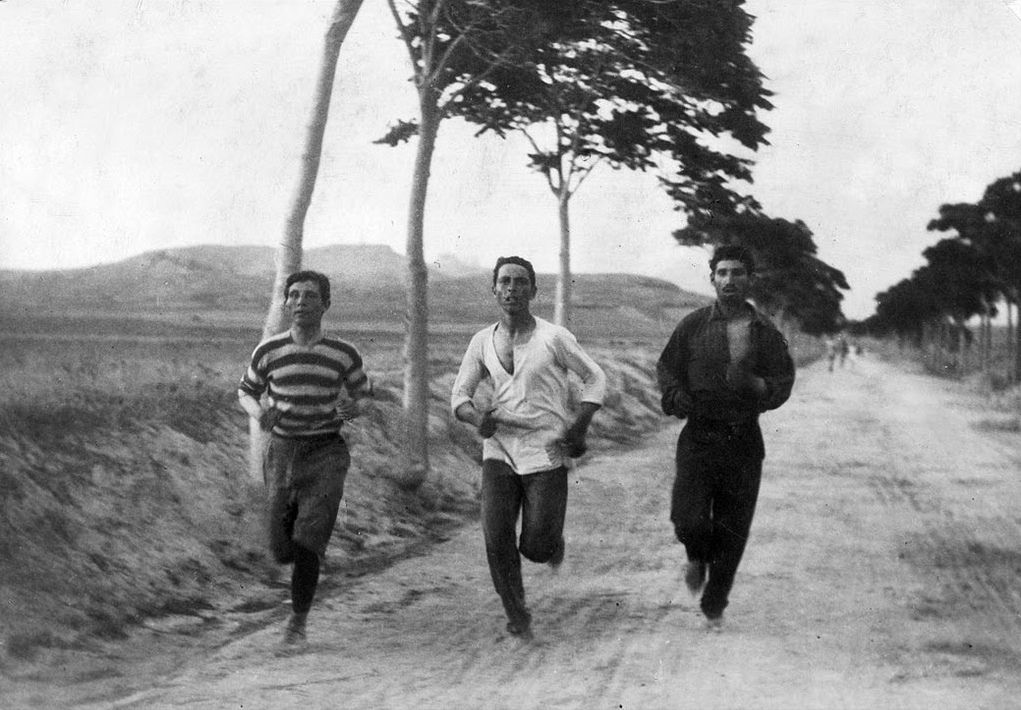
La maratona durante la I Olimpiade

Verso la fine del XIX secolo si concretizzò l'idea di dare vita a nuovi Giochi olimpici: tale proposta venne avanzata da Pierre de Coubertin. Quando si cercò una manifestazione che potesse richiamare l'antica gloria della Grecia, la scelta cadde sulla corsa della maratona, che era stata proposta da Michel Bréal; anche il fondatore appoggiò tale scelta, che vide la luce durante la prima olimpiade moderna tenutasi ad Atene nel 1896. Nella necessità di stabilire una distanza standard da percorrere durante la gara, si decise di fare riferimento alla leggenda di Fidippide. I maratoneti dovettero perciò correre da Maratona allo stadio Panathinaikos di Atene (per una distanza di circa 40 chilometri) e la prima edizione venne vinta proprio da un greco, Spyridōn Louīs: l'evento divenne ben presto largamente popolare e molte città cominciarono a organizzarne di annuali. Nel 1921 la distanza venne fissata ufficialmente a 42 chilometri e 195 metri.